# Edgar Allan Poe
Edgar Allan Poe (Boston, Estados Unidos, 19 de enero de 1809-Baltimore, Estados Unidos, 7 de octubre de 1849) fue un escritor, poeta, crítico y periodista romántico estadounidense, generalmente reconocido como uno de los maestros universales del relato corto, del cual fue uno de los primeros practicantes en su país. Fue renovador de la novela gótica, recordado especialmente por sus cuentos de terror. Considerado el inventor del relato detectivesco, contribuyó asimismo con varias obras al género emergente de la ciencia ficción. Por otra parte, fue el primer escritor estadounidense de renombre que intentó hacer de la escritura su modus vivendi, lo que tuvo para él lamentables consecuencias.  Sus obras profundizaron en los rincones más oscuros de la mente humana, abriendo camino al terror moderno y al simbolismo.
Fue bautizado como Edgar Poe en Boston, Massachusetts, y sus padres murieron cuando era niño. Fue recogido por un matrimonio adinerado de Richmond, Virginia, Frances y John Allan, aunque nunca fue adoptado oficialmente. Pasó un curso académico en la Universidad de Virginia y posteriormente se enroló, también por breve tiempo, en el ejército. Sus relaciones con los Allan se rompieron en esa época, debido a las continuas desavenencias con su padrastro, quien a menudo desoyó sus peticiones de ayuda y acabó desheredándolo. Su carrera literaria se inició con un libro de poemas, Tamerlane and Other Poems (1827).
Por motivos económicos, pronto dirigió sus esfuerzos a la prosa, escribiendo relatos y crítica literaria para algunos periódicos de la época; llegó a adquirir cierta notoriedad por su estilo cáustico y elegante. Debido a su trabajo, vivió en varias ciudades: Baltimore, Filadelfia y Nueva York. En Baltimore, en 1835, contrajo matrimonio con su prima, Virginia Clemm, que contaba a la sazón trece años de edad. En enero de 1845, publicó un poema que le haría célebre: «El cuervo». Su mujer murió de tuberculosis dos años más tarde. El gran sueño del escritor, editar su propio periódico (que iba a llamarse The Stylus), nunca se cumplió.
Murió el 7 de octubre de 1849, en la ciudad de Baltimore, cuando contaba apenas cuarenta años de edad. La causa exacta de su muerte nunca fue aclarada. Se atribuyó al alcohol, a congestión cerebral, cólera, drogas, fallo cardíaco, rabia, suicidio, tuberculosis y otras causas.
La figura del escritor, tanto como su obra, marcó profundamente la literatura de su país y puede decirse que de todo el mundo. Ejerció gran influencia en la literatura simbolista francesa y, a través de esta, en el surrealismo, pero su impronta llega mucho más lejos: son deudores suyos toda la literatura de fantasmas victoriana y, en mayor o menor medida, autores tan dispares e importantes como Charles Baudelaire, Fedor Dostoyevski, William Faulkner, Franz Kafka, H. P. Lovecraft, Arthur Conan Doyle, M. R. James, Ambrose Bierce, Guy de Maupassant, Horacio Quiroga, Thomas Mann, Jorge Luis Borges, Clemente Palma, Julio Cortázar, quien tradujo casi todos sus textos en prosa y escribió extensamente sobre su vida y obra, etc. El poeta nicaragüense Rubén Darío le dedicó un ensayo en su libro Los raros.
Poe hizo incursiones asimismo en campos tan heterogéneos como la cosmología, la criptografía y el mesmerismo. Su trabajo ha sido asimilado por la cultura popular a través de la literatura, la música, tanto moderna como clásica, el cine (por ejemplo, las muchas adaptaciones de sus relatos realizadas por el director estadounidense Roger Corman), el cómic, la pintura (varias obras de Gustave Doré, v. gr.) y la televisión (cientos de adaptaciones, como las españolas para la serie Historias para no dormir). (Vid. Repercusión de Edgar Allan Poe).
Según Kevin J. Hayes, editor de The Cambridge Companion to Edgar Allan Poe [Guía de Cambridge para Edgar Allan Poe], 

la diversidad artística de aquellos que cayeron bajo el hechizo de Poe indica el alcance de su influencia. Los mejores artistas utilizaron las imaginativas obras de Poe como base para sus teorías estéticas. [...] En pocas palabras, los escritos de Poe han promovido la generación artística y estética de una gran variedad de disciplinas creativas.

The Penguin Enciclopedy of Horror and the Supernatural (Enciclopedia Penguin del horror y lo sobrenatural) afirma sobre este autor: 

Revolucionó el cuento de terror, dotándolo de originales perspectiva psicológica, coherencia de tono y atmósfera; escribió algunos de los mejores y más conocidos poemas líricos del mundo, y también algunas de las más sensacionales novelas cortas del siglo XIX, e impresionó vivamente a autores como De la Mare, Stevenson, Doyle, Lovecraft y Borges. Sin embargo, a lo largo de los años la obra de Edgar Allan Poe ha recibido críticas decididamente enfrentadas.

La Encyclopædia Britannica recoge: 

Su agudo y sólido juicio como comentarista de la literatura contemporánea, la virtud musical y el idealismo de su poesía, la fuerza dramática de sus cuentos, dotes que se le reconocieron ya en vida, le aseguran un puesto destacado entre los hombres de letras más universalmente reconocidos.

El genio de Poe, en palabras del crítico Van Wyck Brooks, no tenía parangón en su tiempo, y su único rival de entidad como prosista y cuentista fue quizá Nathaniel Hawthorne.
En su ensayo «Edgar Poe's Tradition», el intelectual canadiense Marshall McLuhan sostuvo: 

Al tiempo que los magísteres de Nueva Inglaterra degustaban remilgadamente las páginas de Platón y de Buda con un té caliente al lado, y Browning y Tennyson generaban nieblas parroquiales para relax del espíritu inglés, Poe nunca perdió contacto con el terrible pathos de su tiempo. Mucho antes que Conrad y Eliot, se dedicó, junto con Baudelaire, a explorar el corazón de las tinieblas.

Para el poeta francés Stéphane Mallarmé, el bostoniano fue «el dios intelectual» de su siglo.
En una de sus cartas, Poe dejó escrito:

Mi vida ha sido capricho, impulso, pasión, anhelo de la soledad, mofa de las cosas de este mundo; un honesto deseo de futuro.
A James R. Lowell, 2/7/1844 

## Biografía

### Antecedentes
El bisabuelo paterno de Poe, John Poe, emigró de Irlanda a Estados Unidos en el siglo XVIII y se hizo granjero, casándose con una inglesa; ambos fingían ser de ascendencia noble. Uno de sus diez hijos fue David Poe, quien a su vez se casó con una emigrante irlandesa, Elizabeth Cairnes. Vivían en Baltimore, Maryland; David Poe era carpintero y, al estallar la revolución contra los ingleses, llegó a prestar dinero al ejército. Por méritos, recibió el título honorífico de «general». David y Elizabeth tuvieron siete hijos. El mayor, David, fue el padre de Edgar; la segunda hija, María (más tarde María Clemm), fue la tía y suegra del poeta (madre de su mujer, Virginia). La abuela materna de Edgar, Elizabeth Arnold, fue cantante de ópera y actriz romántica y, con su hija, del mismo nombre, llegó emigrada de Londres, Inglaterra, a Estados Unidos en 1796. David Poe hijo, estudiante de Derecho, dejó esta carrera para convertirse en actor. En 1804 conoció a la bonita señorita Arnold —actriz de gran encanto y con un extenso repertorio: llegó a representar unos doscientos papeles—, que estaba casada a la sazón con un tal señor Hopkins, quien moriría poco después. David y Elizabeth se casaron seis meses más tarde y se instalaron en Boston, Massachusetts, donde nacieron sus dos primeros hijos.

### Primeros años
Edgar Allan Poe nació el 19 de enero de 1809 en la ciudad de Boston, donde ya había nacido su hermano mayor, William Henry Leonard (1807). La hermana menor, Rosalie, nació en Richmond, en 1810. Edgar pudo haber recibido dicho nombre por un personaje de William Shakespeare que aparece en la obra El rey Lear, que representaban los padres en 1809, año de su nacimiento. David Poe abandonó a su familia en 1810, y su mujer, Elizabeth, murió un año después de tuberculosis; tenía veinticuatro años. Lo único que conservó Edgar de sus padres biológicos fue un retrato de su madre y un dibujo del puerto de Boston. A su hermana Rosalie le correspondió un joyero vacío. El motivo por el cual Edgar y Rosalie fueron adoptados fue que, al morir su madre, los niños quedaron totalmente desamparados, en Richmond, mientras que los abuelos, que residían en Baltimore, se hacían cargo de William Henry, que ya vivía con ellos. En cualquier caso, Edgar fue acogido por una de las familias caritativas que habían cuidado de los niños al morir su madre: el matrimonio formado por Frances y John Allan, de Richmond (Virginia), mientras que Rosalie fue acogida por la familia Mackenzie. Los Allan y los Mackenzie eran vecinos y mantenían una estrecha amistad.

Árbol genealógico de Poe y Virginia.

Su padrastro, del cual Edgar tomaría el apellido, fue un acaudalado comerciante de ascendencia escocesa. Sus negocios incluían el tabaco, tejidos, tés y cafés, vinos y licores, grano, lápidas, caballos y aun el comercio de esclavos; hombre colérico e intransigente, desempeñó un papel destacado —negativamente hablando— en la vida del escritor. Por ejemplo, nunca demostró simpatía alguna por sus ambiciones literarias. Sus biógrafos hacen notar que John Allan tuvo varios hijos naturales fuera del matrimonio. Los Allan acogieron al niño, pero nunca lo adoptaron formalmente aunque le dieron el nombre de "Edgar Allan Poe". Su madrastra, que no había podido tener hijos, sentía verdadera devoción por el muchacho y lo quiso y mimó siempre, se cree que hasta el punto de malcriarlo con las otras mujeres de la casa, lo que trataron de evitar las intervenciones del padrastro.
En 1812, Edgar fue bautizado en la Iglesia episcopaliana. A los cinco años empieza sus estudios primarios, pero pronto, al año siguiente (1815), la familia Allan viajó a Inglaterra. El niño asistió a un colegio en Irvine, Escocia (el pueblo donde había nacido John Allan), durante un corto periodo, pero que fue suficiente para ponerlo en contacto con la cultura y el viejo folclore escoceses. Posteriormente la familia se trasladó a Londres (1816). Edgar estudió en un internado de Chelsea hasta el verano de 1817. Más tarde ingresó en el colegio del Reverendo John Bransby en Stoke Newington, que entonces era un suburbio al norte de la ciudad. Allí aprendió a hablar francés y a escribir en latín. De estas vivencias y de la contemplación de los paisajes y arquitecturas góticos de Gran Bretaña nacerían años después relatos como «William Wilson». Con todo, el recuerdo que conservaría Poe de su estancia en este país fue de tristeza y soledad, sentimientos compartidos por su madrastra. A este respecto, John Allan manifestó: «Frances se queja como de costumbre».
El escocés, considerablemente preocupado por sus desgraciados negocios londinenses, regresó con su familia a Richmond en 1820. De 1821 a 1825, Edgar asiste a los mejores colegios de la ciudad, recibiendo la esmerada educación sureña correspondiente a un caballero virginiano: el English Classical School, de John H. Clarke, y los colegios de William Burke y del Dr. Ray Thomas y su esposa, donde conoce a los clásicos: Ovidio, Virgilio, César, Homero, Horacio, Cicerón... Fuera de las horas de clase, ya desde pequeño gustaba de pasar el tiempo hojeando las revistas inglesas que encontraba en los almacenes de su padrastro; allí cautivaban además su imaginación las leyendas marineras que contaban los capitanes de veleros que se acercaban a Richmond. Algunas de estas leyendas inspirarían en su momento una de sus obras fundamentales: La narración de Arthur Gordon Pym. Según Van Wyck Brooks, Poe pudo escuchar asimismo historias sobre apariciones, cadáveres y cementerios en los barracones de los esclavos negros, cuando su mammy lo llevaba de visita a las plantaciones de la familia.
Su carácter se va fraguando en esos años. En 1823, a los catorce, ya había hecho sus primeros pinitos literarios, y se enamoró apasionadamente de la madre de un compañero de estudios, a la que dedicó el conocido poema «To Helen». Esta mujer, llamada Mrs. Stanard, era de una gran belleza y contaba a la sazón treinta años; murió meses más tarde. Fue su primer gran amor. A los quince años era pacífico, aunque no del todo sociable. Tuvo pocos conflictos con sus compañeros, pero se sabía que no toleraba ningún tipo de manipulación. También era aficionado a las mascaradas. Un día terminó moliendo a golpes a un compañero mucho más fuerte que él, después de haber recibido lo suyo, y esperar, según él mismo confesó, a que el otro estuviese agotado. También son muy conocidas sus dotes como deportista. A imitación de su gran héroe, Lord Byron, en cierta celebrada ocasión, un caluroso día de junio el joven emprendió una travesía a nado de ocho kilómetros por el río James, de Richmond; lo hizo a contracorriente. Cuando se dudó de su hazaña, buscó testigos presenciales que la corroborasen por escrito.
Con todo, recuerda Brooks, en dicha etapa era un muchacho nervioso e irritable, con un brillo de ansiedad y tristeza en sus ojos; empezó a tener frecuentes pesadillas, todo ello debido posiblemente a los problemas constitucionales familiares que ya se habían manifestado en su hermana Rosalie. «Esta compleja inseguridad —sigue Brooks—, de índole física, social, y posteriormente financiera, explicaría en gran medida la vida y el carácter de Poe, condicionando asimismo en gran parte todo su trabajo literario». Como forma de contrarrestar estas debilidades en años sucesivos buscaría con denuedo la supremacía en el campo periodístico, y literariamente siempre quiso ser considerado «un mago, por el sentimiento de poder que esto le proporcionaba».
En 1824 se empieza a gestar el desentendimiento entre él y su padre de adopción. En una carta dirigida por este al hermano mayor de Edgar, William Henry, afirmó: «¿De qué somos culpables? Es algo que no entiendo. Y que yo haya soportado durante tanto tiempo su conducta todavía me extraña más. Este muchacho no tiene una onza de afecto por nosotros ni un poco de agradecimiento por todos mis cuidados y toda mi bondad para con él». En esta carta Allan se queja sin fundamento de las «amistades» de Edgar, y llega incluso a sugerir maliciosamente que Rosalie, la hermana menor, era en realidad solo hermana materna, posibilidad que siempre atormentó a Edgar. Según Hervey Allen, las insinuaciones del padrastro se debían a su conocimiento de ciertos datos íntimos de la madre de Poe, ya que, una vez fallecida, Allan de algún modo entró en posesión de su correspondencia privada. Con la carta a William Henry pretendió asegurarse el silencio de Edgar sobre sus propios manejos.
En 1825 murió un tío de John Allan, William Galt, escocés igualmente y antiguo contrabandista. Había sido considerado el hombre más rico de Richmond, y dejó muchos acres de tierra en herencia a su sobrino. La fortuna de este creció considerablemente y, en ese mismo año, Allan lo celebró comprando una imponente casa de ladrillo de dos plantas, llamada Moldavia. Fue en el balcón de esa casa donde Edgar adquirió la afición a la astronomía.

### Universidad de Virginia

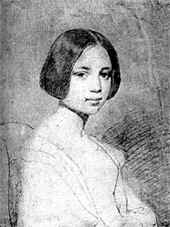
Sarah Elmira Royster, amor de juventud de Poe.

Por esa época, con dieciséis años, Edgar mantuvo una relación sentimental con una muchacha de la vecindad, Sarah Elmira Royster, quien reaparecería al final de su vida. En carta a un amigo, ella describió muchos años después al futuro escritor de esta forma: 

Edgar era un muchacho muy guapo, no muy hablador. De conversación agradable, pero de comportamiento más bien triste. Nunca hablaba de sus padres. Estaba muy ligado a la señora Allan, así como ella a él. Era entusiasta, impulsivo, no soportaba la menor grosería verbal.

Esta relación fue previa a su matriculación en la Universidad de Virginia, en Charlottesville, en febrero de 1826, para estudiar lenguas. La universidad, en sus primeros años, acataba los ideales de su fundador, Thomas Jefferson. Estos eran muy estrictos en lo tocante al juego, los caballos, las armas, el tabaco y el alcohol, pero estas normas en realidad apenas se respetaban. Jefferson había establecido un sistema de autogobierno para los estudiantes, permitiendo a los mismos elegir sus materias de estudio, organizar su propia manutención e informar a las autoridades de las irregularidades o faltas que se cometiesen. Este régimen tan singular había convertido a la comunidad escolar en un caos, registrándose una tasa muy elevada de absentismo.
Poe, por lo común desinteresado de la política, no tardó en manifestar su rechazo por la joven democracia, sistema que consideraba engañoso y socialmente nefasto. «Expresó a menudo su falta de fe en la perfectibilidad humana o en las comunes nociones acerca de la igualdad, el progreso y la mejora social que caracterizaron a la época de Jefferson, al punto que podía ser calificado de sudista anti-jeffersoniano».

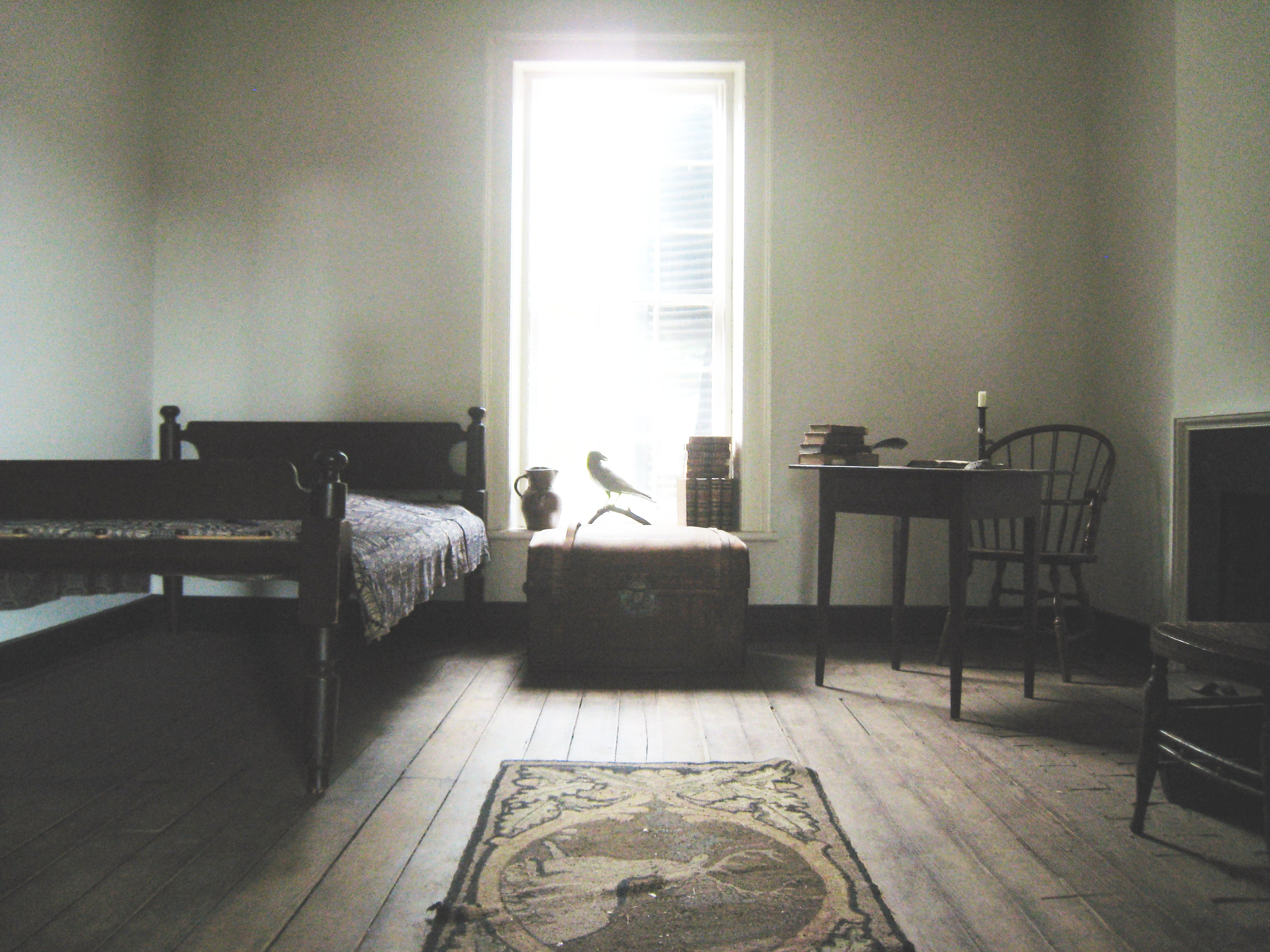
Habitación de Poe en la Universidad de Virginia.

Pese a ser considerado alumno brillante y aplicado al principio, pronto se hizo notar por un defecto peculiar, como era el de pretender una erudición y unos conocimientos muy superiores a los que poseía en realidad. Y, si bien estos no eran tan vastos, ya de niño, devoraba todo papel impreso que se le ponía delante, pues se sentía, según Brooks, «con la energía de un hombre»: siempre fue «un trabajador denodado». Pero su engreimiento y afición a la mixtificación se manifestaron también en las aulas y aposentos de la universidad. Presumía de haber viajado, como Byron, a Grecia; conocía bien todo el Mediterráneo, y también había estado en Arabia y en San Petersburgo.
En el tiempo que Edgar pasó en Charlottesville, perdió contacto con Elmira Royster, y además se enemistó definitivamente con su padrastro debido a sus deudas de juego; según Hervey Allen Poe empezó a jugar por su necesidad de conseguir dinero extra para mantenerse. Afirma Cortázar (quien reconoce seguir en líneas generales la biografía de este estudioso poeano) que es en esta época en la que por primera vez se relaciona a Poe con el alcohol. «El clima de la Universidad era tan favorable como el de una taberna: Poe jugaba, perdía casi invariablemente, y bebía», y esto pese a que los efectos de una pequeña cantidad de alcohol eran devastadores sobre su constitución. De todos modos, el futuro escritor lee y traduce las lenguas clásicas sin esfuerzo aparente, ganándose la admiración de profesores y condiscípulos. Lee también, infatigablemente, historia, historia natural, matemáticas, astronomía, poesía y novela. Edgar se quejaba de que Allan no le enviaba suficiente dinero para las clases, para comprar libros y para poder amueblar su dormitorio. Pese a que Allan accedió a enviar dinero, las deudas de su hijo adoptivo no hicieron más que crecer.
Poe abandonó la universidad finalmente al cabo de un año y, no sintiéndose a gusto en Richmond (especialmente al enterarse de que Elmira acababa de casarse con un tal Alexander Shelton), se desplazó, primero a Norfolk, y en abril de 1827 a Boston, donde «existe la oscura evidencia de que intentó ganarse la vida como periodista» y tuvo también algún trabajo relacionado con el comercio. En esta etapa usó el pseudónimo 'Henri Le Rennet'.

### Carrera militar, primeros escritos
El 27 de mayo de 1827, incapaz de sobrevivir por sí mismo, Poe se alistó en el ejército como soldado raso, bajo el nombre de 'Edgar A. Perry'. Aunque tenía 18 años firmó que tenía 22. Su primer destino fue en Fort Independence, en el puerto de Boston. Su sueldo era de cinco dólares al mes.
En ese mismo año (1827) publicó su primer libro, un opúsculo de poesía de cuarenta páginas que tituló Tamerlane and Other Poems (Tamerlán y otros poemas), firmado: «By a Bostonian» («Por un bostoniano»). En el prólogo afirmó que casi todos los poemas habían sido escritos antes de los catorce años. Solo se imprimieron cincuenta copias, y el libro pasó prácticamente desapercibido. Mientras tanto, su regimiento fue destinado a Fort Moultrie en Charleston, a donde llegó el 8 de noviembre de 1827 a bordo del bergantín Waltham. Poe fue ascendido a artificiero, el soldado encargado de preparar los proyectiles de artillería, y que cobraba doble paga.
Tras servir durante dos años y obtener el grado de sargento mayor de artillería (el más alto rango de suboficiales), trató de acortar sus cinco años de alistamiento, revelando su verdadero nombre y circunstancias al oficial que estaba al mando de su unidad, teniente Howard. Howard prometió ayudarle solo si Poe se reconciliaba con su padrastro, y fue quien escribió a tal fin a John Allan buscando una reconciliación entre ambos, pero Allan se mostró inflexible. Pasaron los meses y las súplicas a Allan fueron desoídas; parece que Allan ni siquiera participó a su hijo adoptivo la grave enfermedad que aquejaba a su esposa. Frances Allan murió el 28 de febrero de 1829, y Poe solo pudo acudir a su casa el día siguiente al funeral. Frente a su tumba, no pudo resistir el dolor y cayó inanimado. Edgar, hasta el último día de su vida, siempre que se expresó sobre ella lo hizo con ternura. Quizá suavizado por la muerte de su mujer, Allan accedió finalmente a ayudar a Poe a obtener el licenciamiento, aunque con la condición de que se alistase en la Academia de West Point.
Poe fue finalmente licenciado el 15 de abril de 1829, tras encontrar un sustituto que lo reemplazase en su puesto. Antes de marchar a West Point, se trasladó a Baltimore para pasar un tiempo con su tía viuda, Maria Clemm (hermana de su padre), su hija, Virginia Eliza Clemm (prima del poeta), su hermano William Henry, y su abuela inválida, Elizabeth Cairnes Poe. En ese tiempo, publicó su segundo libro: Al Aaraaf, Tamerlane and Minor Poems (Baltimore, 1829). El libro no fue del todo comprendido, y el autor fue en general fustigado; sin embargo, el famoso crítico de la época John Neal tuvo comentarios elogiosos para él: «Será el primerísimo en las filas de los verdaderos poetas», y la también conocida Sarah Hale llegó a afirmar que «recordaba a un poeta no menor que Shelley». Estas fueron las primeras lisonjas que halagaron los oídos del bostoniano.
Viajó a West Point y se inscribió como cadete el 1 de julio de 1830. En octubre de ese mismo año, John Allan se casó en segundas nupcias con Louisa Patterson. Este matrimonio, así como las discusiones de Allan con su protegido, en las cuales solían salir a relucir los hijos naturales de aquel, provocaron el distanciamiento definitivo entre ambos. El poeta no aguantó mucho tiempo la disciplina militar y provocó con su conducta que le juzgase una corte marcial. El 8 de febrero de 1831 fue acusado de grave abandono del servicio y desobediencia de las órdenes, al negarse a formar y no acudir a las clases ni a la iglesia. Se declaró inocente para provocar directamente su expulsión, a sabiendas de que hubiese sido encontrado culpable.
En ese mismo mes de febrero partió hacia Nueva York, donde logró editar un tercer libro de poemas, que tituló simplemente Poems. La publicación fue sufragada por sus compañeros de West Point, muchos de los cuales donaron, a tal efecto, 75 centavos cada uno. Poe logró así recaudar en total 170 dólares. Los compañeros se llevarían una sorpresa, pues esperaban que los poemas fuesen del tipo satírico que Poe escribía en West Point para burlarse de los oficiales al mando, y la obra es netamente romántica. El libro fue impreso por Elam Bliss, de Nueva York, y apareció como "Segunda edición" con la siguiente dedicatoria: «Este libro está respetuosamente dedicado al Cuerpo de Cadetes de los Estados Unidos». El libro reeditaba los poemas largos «Tamerlane» y «Al Aaraaf», además de seis poemas inéditos, entre los cuales se hallaba la primera versión de «To Helen», «Israfel» y «The City in the Sea».
Regresó a Baltimore con su tía, hermano y prima en el mes de marzo de 1831. Su hermano mayor, Henry, que había estado delicado de salud, en parte debido a su alcoholismo, murió el 1 de agosto de 1831. Poe se instaló en la buhardilla que había compartido con su hermano, y pudo trabajar con relativa comodidad. Su atención literaria, hasta el momento enfocada en exclusiva a la poesía, va a trasladarse al cuento, género más «vendible», lo cual en esos momentos era de importancia capital para el escritor y su familia, que en los cuatro años siguientes vivió «en condiciones de extrema pobreza». Según ciertos testimonios, los Poe en ocasiones sufrieron «falta material de comida».

### Poe, periodista
Tras la muerte de su hermano, Edgar se esforzó de firme por labrarse una carrera como escritor, encontrando, sin embargo, grandes dificultades, debido en gran medida a la situación en que se hallaba el periodismo en su país. De hecho, fue el primer estadounidense bien conocido que se esforzó por vivir en exclusiva de la escritura. Lo que más le perjudicó a tal efecto fue la inexistencia en su tiempo de una ley internacional de copyright. Los editores estadounidenses preferían piratear obras inglesas en lugar de pagar a sus conciudadanos por las suyas. La industria editorial estaba, por añadidura, muy afectada por la grave crisis económica, que se concretaría en el llamado Pánico de 1837. A pesar del gran auge experimentado por las publicaciones periódicas estadounidenses en ese período, lo que fue impulsado en parte por las nuevas tecnologías, la mayoría no tocaba más que un número reducido de temas y por otra parte los periodistas encontraban grandes dificultades para cobrar lo convenido a tiempo. Poe, en sus intentos por abrirse camino en este mundo, se veía continuamente constreñido a pedir dinero a sus empleadores y a todo tipo de situaciones humillantes relacionadas con la cuestión económica. Este triste estado de cosas no mejoraría en toda su vida.

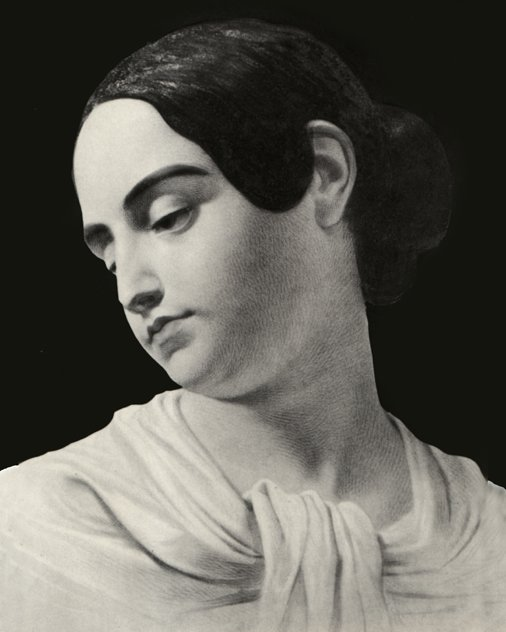
Poe se casó con su prima de 13 años, Virginia Clemm. Su muerte temprana pudo haber inspirado algunos de sus escritos.

Tras sus primeros intentos poéticos, el escritor dirigió sus miras a la prosa, por los motivos antedichos. En 1832 consigue publicar cinco relatos en el periódico Saturday Courier, de Filadelfia. Entre ellos se incluye el primer relato que escribió, de corte gótico: «Metzengerstein». En esa época empezó a trabajar en su único drama, que nunca terminaría: Politian. En abril de 1833 envió una última carta a John Allan en la que le pedía desesperadamente ayuda: «En nombre de Dios, ten piedad de mí y sálvame de la destrucción». Allan no le contestó. Afortunadamente, en esa época, el Saturday Visiter, un periódico de Baltimore, otorgó al escritor un premio de 50 dólares por su cuento «Manuscrito encontrado en una botella». El comité editorial del Visiter declaró que el relato «era, con mucho, y de lejos, superior a cualquier cosa presentada antes».
En 1834 murió su padrastro sin dejarle herencia, cosa que, en lo económico, lo dejó ya para siempre a sus propias expensas. Según Wilson, Poe buscaría siempre con ahínco el éxito literario como compensación por la pérdida de prestigio social que había significado su ruptura con aquel.
«Manuscrito hallado en una botella» había llamado la atención de John P. Kennedy, un acaudalado caballero de Baltimore, que ayudó a Poe a publicar sus historias, presentándolo a Thomas W. White, editor del Southern Literary Messenger, de Richmond (Virginia), periódico al que Poe estuvo muy vinculado. Llegó a ser redactor del mismo en agosto de 1835; sin embargo, perdió el puesto al cabo de pocas semanas al ser sorprendido en estado de embriaguez en varias ocasiones.
De regreso a Baltimore, contrajo secretamente matrimonio con su prima Virginia Eliza Clemm el 22 de septiembre de 1835. Ella contaba trece años en ese momento, aunque en el certificado de matrimonio que se expidió meses después aparecía registrada con una edad de veintiuno. Poe tenía veintiséis. Según su biógrafo Joseph W. Krutch, Poe era impotente y por este motivo, aunque tal vez inconscientemente, escogió por esposa a una niña de trece años, con la cual le era imposible mantener relaciones maritales normales. Edmund Wilson afirma a este respecto que no hay evidencias de ello, aunque sí de que, a causa de los escrúpulos de Poe, el matrimonio de los dos primos resultó de algún modo insatisfactorio, jugando un «extraño papel» en la obra del escritor. Rafael Llopis recuerda en este punto la justa apreciación de Baudelaire de que en toda la obra de Poe no hay un solo pasaje que se refiera a la lujuria o a los goces sensuales, lo que, según Llopis, apunta al edipismo subrayado en su día por la psicoanalista Marie Bonaparte: Poe fue para su mujer, Virginia, a la vez esposo, hijo y hermano. Y en opinión de Harry Levin el escritor buscó siempre en las personas de su entorno consuelo maternal, y su esposa hizo más bien para él de hermana menor.
Readmitido por White con la promesa de mejorar su comportamiento, Poe volvió a Richmond con Virginia y su tía y ya suegra, Maria Clemm. Se mantuvo en el Messenger hasta enero de 1837. Durante este periodo la tirada del periódico pasó de 700 ejemplares a varios miles, debido a la fama adquirida por el escritor, ya de alcance nacional. Publicó en él poemas, reseñas de libros, críticas literarias y obras de ficción. Según Hervey Allen, Poe desde luego no pasó desapercibido en esa ciudad. Era un joven «atractivo, inquietante y estimulante». La severidad de sus juicios provocaba prontas respuestas y comentarios, y aunque se granjeó enemistades en algunos sectores, su presencia en la escena literaria y lo incisivo de su estilo acrecentaron más y más su fama.
En esa época reunió un grupo de relatos en un libro que llamó Tales of the Folio Club (Cuentos del Folio Club); nunca vería la luz como tal, aunque sí se aprovecharían sus relatos. Bajo el título de Pinakidia publicó una colección de notables escritos ensayísticos, de lo más heterogéneo, que más tarde se agruparían como Marginalia. En mayo de 1836 se celebró un segundo casamiento con Virginia en Richmond; esta vez la ceremonia tuvo carácter público. Poco después trató de montar una casa de huéspedes de la que se harían cargo su mujer y su suegra. Su abandono de un puesto cómodo en el Southern Literary Messenger en enero de 1837 se debió, según Hervey Allen, a que «siendo tan brillante, no era persona apropiada para ocupar un puesto de subordinado».
En ese mismo mes, se trasladó con su familia a Nueva York. Allí intentó publicar sus Tales of the Folio Club en la editorial Harpers, pero no fue posible. Los editores le aconsejaron que escribiera una obra larga de aventuras, formato más popular, y de ahí surgió su novela La narración de Arthur Gordon Pym. Aparecida en ese mismo año de 1838, fue el cuarto libro publicado por el bostoniano, y el primero de prosa, pero no tuvo buena acogida por parte de la crítica y le proporcionó escaso beneficio.
En Nueva York, pese a que logró publicar algunos relatos y reseñas, la situación económica acabó por volverse insostenible y, a mediados de 1838, la familia volvió a mudarse, esta vez al centro literario estadounidense de la época, la ciudad de Filadelfia (Pensilvania), instalándose en una pobre pensión. Debido a las estrecheces que pasaban, Poe se prestó a trabajos impropios de su talento, como la publicación con su nombre de un texto de conquiliología, hecho que luego le acarrearía grandes dificultades, ya que fue acusado de plagio. Poe escribió el prefacio y la introducción. Este libro es hoy objeto de veneración por los coleccionistas. Fue su quinta publicación.
En el verano de 1839, logró convertirse en redactor jefe de la revista Burton's Gentleman's Magazine. En ella sacó a la luz numerosos artículos, relatos y críticas literarias, lo que contribuyó a incrementar la reputación de que ya gozaba en el Southern Literary Messenger. También en 1839, la colección Tales of the Grotesque and Arabesque (Cuentos de lo grotesco y arabesco), su sexto libro, se publicó en dos volúmenes; el escritor hizo poco dinero con esta obra, que recibió críticas de distinto signo. Los Tales integran algunos de los grandes relatos de su autor, como «La caída de la Casa Usher», «Ligeia», «Manuscrito hallado en una botella», etc. Poe dejó Burton's después de colaborar en la revista aproximadamente un año. Más tarde se enroló en otro periódico, surgido del traspaso a otro editor de aquel: Graham's Magazine. Las ventas de esta revista crecieron espectacularmente, debido al aporte literario de Poe y a la buena política editorial de su propietario, George Rex Graham.
Estos trabajos permitieron al escritor mejorar la situación de su esposa y de la madre de esta. Se trasladaron a vivir a una casa más agradable, la primera vivienda digna desde los tiempos de Richmond. La casa estaba en las afueras de la ciudad, y el escritor tenía que caminar varios kilómetros diariamente para acudir al trabajo. En este periodo de bonanza Poe desarrolló el germen de la novela policíaca a través de sus relatos «Los crímenes de la calle Morgue», «El escarabajo de oro», etc. Gran parte de su obra más importante apareció en el período del Graham's. A lo largo de los años 30 y 40 también publicó obras de envergadura (como los relatos «La cita», «Un cuento de las Montañas Escabrosas», «La caja oblonga» y «El barril de amontillado») en la más importante revista de la época, la Godey's Lady's Book, radicada en Filadelfia.
En 1840 publicó una información en la que anunciaba su intención de crear su propio diario, el Stylus. Su primera idea fue llamarlo The Penn, ya que estaría radicado en Filadelfia, Pensilvania. En el número del 6 de junio de 1840 del diario The Saturday Evening Post, de dicha ciudad, Poe contrató un anuncio a tal efecto: «Información acerca del Penn Magazine, publicación literaria mensual que se editará próximamente en Filadelfia a cargo de Edgar A. Poe». Pero estas iniciativas nunca llegaron a cuajar.
Una tarde de asueto de enero de 1842, se produjo un acontecimiento decisivo en las vidas de Poe y familia. Su esposa, Virginia, mostró los primeros signos de consunción propios de la enfermedad hoy conocida como tuberculosis. Como extraído de una añeja novela romántica, Julio Cortázar lo relata así en su biografía: 

Poe y los suyos tomaban el té en su casa, en compañía de algunos amigos. Virginia, que había aprendido a acompañarse en el arpa, cantaba con gracia infantil las melodías que más le gustaban a «Eddie». Súbitamente su voz se cortó en una nota aguda, mientras la sangre manaba de su boca.

El propio marido describió el hecho como la rotura de un vaso sanguíneo en su garganta. Ella solo se recuperó momentáneamente y el escritor comenzó a beber más de la cuenta debido a la ansiedad que le producía la enfermedad de su mujer. Hervey Allen apunta que existe alguna evidencia de que en esa época Poe recurrió al láudano (que contiene opio) para sobrellevar su depresión y que empezó a sufrir él también graves problemas de salud.
En el mes de marzo de 1842 conoció personalmente en Filadelfia a su admirado Charles Dickens, a la sazón de viaje en Estados Unidos. Tuvieron dos entrevistas, pero se desconoce lo tratado en las mismas. Georges Walter sugiere que, aparte de sobre literatura (Poe acababa de comentar en prensa la obra Barnaby Rudge del inglés), seguro que hablaron acerca de derechos de autor; Dickens, siempre indignado por el pirateo de sus obras en América, y Poe simplemente por no ser editado y también por la ausencia de una legislación de copyright internacional. Dickens regresaría años después a Estados Unidos tras la muerte de Poe. Según Walter, «la visita que hizo entonces a Maria Clemm y la ayuda con que la gratificó prueban que nunca olvidó al poeta americano vestido de negro».
En ese tiempo (1842) Poe trató de obtener un puesto en la administración del presidente John Tyler, alegando pertenecer al Partido Whig. Tenía la esperanza de ser nombrado para la aduana de Filadelfia con la ayuda del hijo del presidente, Robert, que era conocido de un amigo de Poe llamado Thomas Frederick. Poe, sin embargo, a mediados de septiembre de ese año, no se presentó a una reunión con Thomas para tratar de su nombramiento. Puso como excusa encontrarse indispuesto, pero Thomas creyó que lo que estaba era bebido. Posteriormente se prometió al escritor una nueva cita, pero finalmente todos los puestos disponibles fueron cubiertos por otras personas.
Dejó el Graham's por desavenencias con su editor, George Rex Graham, que había contratado a Rufus Wilmot Griswold, viejo conocido de Poe, y trató de encontrar un nuevo empleo, sobreviviendo a duras penas como escritor free-lance, pero finalmente la familia regresó a Nueva York. A partir de este momento Hervey Allen se refiere siempre a Virginia Clemm como a una «inválida». En dicha ciudad Poe trabajó brevemente en el Evening Mirror, y más tarde se convirtió en redactor jefe del Broadway Journal, del que, con el tiempo, llegó a ser propietario. Allí se granjeó la enemistad de muchos escritores, entre otras cosas por acusar públicamente de plagio al laureado poeta Henry Wadsworth Longfellow, aunque este nunca respondió a la acusación.
El 29 de enero de 1845, su poema «El cuervo», inspirado en un pájaro parlanchín aparecido en la novela Barnaby Rudge, de Charles Dickens, salió a la luz en el Evening Mirror, convirtiéndose de la noche a la mañana en un gran éxito popular, el primero de su carrera. Allen asegura que se trata sin duda del poema más famoso de la literatura estadounidense. A partir de su aparición, Poe por primera vez llevó una vida social normal, frecuentando los más importantes salones literarios de la ciudad. Aunque convirtió a su autor en una celebridad, Poe obtuvo solo nueve dólares por «El cuervo».
En esa época inició una relación, se dice que estrictamente platónica, con la poetisa Frances Sargent Osgood, relación al parecer consentida por Virginia, que veía en esta mujer una influencia beneficiosa sobre su marido. El devaneo dio lugar a uno de los mayores escándalos en la vida del escritor, suscitando infinidad de comentarios y habladurías entre los literati de la ciudad. El origen de todo fue una mujer que Poe había desdeñado, también escritora: Elizabeth F. Ellet, e involucró al matrimonio Poe, al matrimonio Osgood y a otras personas. En 1847, Poe y Frances Osgood dejaron de verse definitivamente. (Vid. Virginia Clemm#El escándalo Osgood/Ellet.)

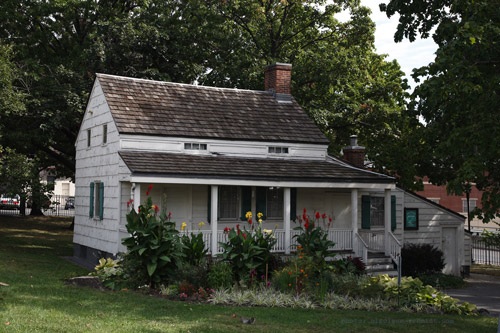
El cottage donde murió Virginia y Poe pasó sus últimos meses recluido, en el Bronx, Nueva York.

 El Broadway Journal cerró sus puertas por falta de liquidez en 1846. Poe se trasladó a una casita de campo en Fordham, dentro del barrio del Bronx, Nueva York. Dicha casa, hoy conocida como el Cottage de Poe, se encuentra en la esquina entre el bulevar Grand Concourse y Kingsbridge Road. En ese tiempo de extrema penuria, durante las horas nocturnas, la suegra del escritor se veía obligada a recoger verduras clandestinamente en los huertos vecinos, para poder dar de comer a sus hijos. Como se ha visto, esta situación venía de tiempo atrás. Según cierto estudio, los ingresos de Poe en los tiempos en que trabajó en el Southern Literary Messenger, en proporción, no le hubiesen permitido superar el equivalente al nivel de pobreza del año 1981.
Virginia, que no había podido superar la tuberculosis, murió allí el 30 de enero de 1847. Los amigos de la familia recordarían después cómo Poe, cuya salud ya no se repondría del todo, siguió el cortejo fúnebre de su mujer envuelto en su vieja capa de cadete, que durante meses había constituido el único abrigo de la cama de Virginia. Los biógrafos del escritor han sugerido repetidamente que el tema frecuente en su obra de la muerte de una hermosa mujer (Cfr. «El cuervo»), parte de las varias pérdidas de mujeres a lo largo de su vida, incluyendo la de su madre y su esposa. Levin, a este respecto, menciona las muchas «heroínas póstumas» que jalonan la obra de Poe.
A partir de la muerte de Virginia, la conducta del escritor «es la del que ha perdido su escudo y ataca, desesperado, para compensar de alguna manera su desnudez, su misteriosa vulnerabilidad». Cada vez más inestable, intentó cortejar a otra mujer: Sarah Helen Whitman, poetisa mediocre pero mujer llena de inmaterial encanto, como las heroínas de Poe. Sarah vivía en Providence, Rhode Island. Su relación no cuajó, presumiblemente debido a los problemas de Poe con el alcohol y a su conducta errática. Existe alguna evidencia de que la verdadera causante de la ruptura pudo ser la madre de Whitman. Poe buscó aún la compañía de otras mujeres (Marie Louise Shew, que había cuidado de ellos en 1846, o Annie Richmond). Hubo incluso propuestas de matrimonio, pero que no llegaron a concretarse.
Pese a la desesperación y el desvarío, en ese tiempo surgen de su pluma obras tan relevantes como el poema «Ulalume» y el alucinado ensayo cosmogónico Eureka, décimo y último libro publicado por el autor. En noviembre de 1848 intentará suicidarse con láudano, pero este actuó de emético y el escritor se salvó.

### Final

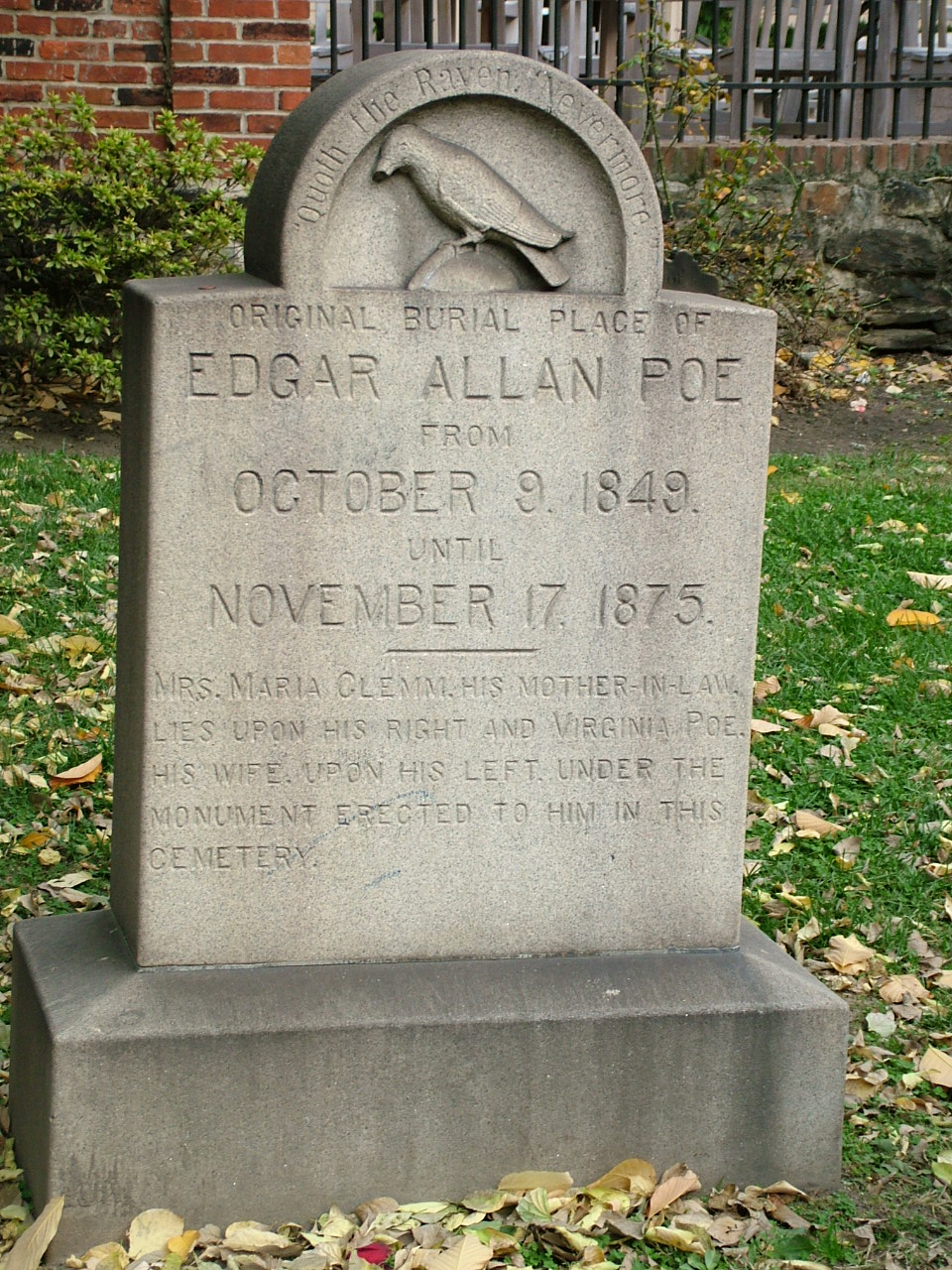
Placa colocada en el lugar de entierro original de Poe en Baltimore, Maryland, antes de su traslado.

Su último reencuentro, en Richmond, con su antiguo amor de juventud, Sarah Elmira Royster, lo animó una vez más a contraer matrimonio; la novia puso la condición de que abandonara sus malos hábitos. La fecha de la boda se concertó finalmente para el 17 de octubre de 1849. Se vio al escritor en la ciudad de Richmond entusiasmado, e incluso feliz. Es en ese momento cuando se le pierde el rastro, hasta su última aparición en Baltimore.
El 3 de octubre de 1849, Poe fue hallado en las calles de Baltimore en estado de delirio, «muy angustiado, y necesitado de ayuda inmediata». Fue trasladado por su viejo amigo James E. Snodgrass al Washington College Hospital, donde murió el domingo, 7 de octubre, a las 5:00 de la madrugada. En ningún momento fue capaz de explicar cómo había llegado a dicha situación, ni por qué motivo llevaba ropas que no eran suyas. La leyenda, recogida por Julio Cortázar y otros autores, cuenta que en sus últimos momentos invocaba obsesivamente a un tal Reynolds (acaso el explorador polar que había servido de referente para su novela de aventuras fantásticas La narración de Arthur Gordon Pym), y que al expirar pronunció estas palabras: «¡Que Dios ayude a mi pobre alma!».
Tanto los informes médicos, como el certificado de defunción se perdieron. Los periódicos de la época informaron de que la muerte de Poe se debió a «congestión» o «inflamación» cerebral, el eufemismo que solía utilizarse para los fallecimientos por motivos más o menos vergonzantes, como el alcoholismo.
Hoy en día, la causa exacta de la muerte continúa siendo un misterio, aunque desde 1872 se cree que pudo deberse al abuso de agentes electorales sin escrúpulos, que en la época solían utilizar a pobres incautos, emborrachándolos, para hacerles votar varias veces por el mismo candidato. Las especulaciones han incluido el delírium tremens, el ataque cardíaco, epilepsia, sífilis, meningitis, el cólera y aun el asesinato.

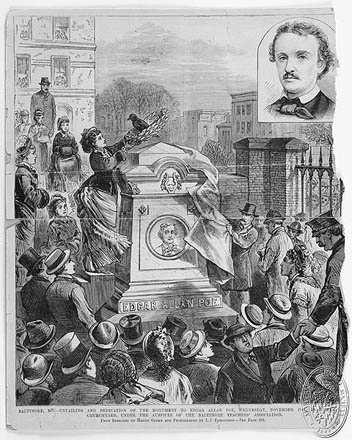
En 1875, los restos de Poe fueron trasladados a este monumento, en Baltimore, donde descansan junto a los de su esposa Virginia y su suegra María.

Dentro de la obra epistolar de Poe, intensa durante toda su vida, es de lectura sobrecogedora la que se refiere a sus últimos meses de vida. En estas cartas se advierte cómo se alternaban en el escritor los accesos de lucidez y de brusco entusiasmo con otros de la más negra desesperación. En este tiempo Poe solía dar pruebas de su deseo de morir, y en alguna ocasión incluso pidió a su tía, Maria Clemm, el único ser vivo con el que le unía una tierna afectividad, que muriera a su lado.

No nos queda sino morir juntos. Ahora ya de nada sirve razonar conmigo; no puedo más, tengo que morir. Desde que publiqué Eureka, no tengo deseos de seguir con vida. No puedo terminar nada más. Por tu amor era dulce la vida, pero hemos de morir juntos. [...] Desde que me encuentro aquí he estado una vez en prisión por embriaguez, pero aquella vez no estaba borracho. Fue por Virginia.
A Maria Clemm, 7/7/1849.

### La «memoria» de Griswold
El día del fallecimiento del escritor apareció una larga esquela en el periódico New York Tribune firmada por un tal «Ludwig». Esta esquela fue reproducida por numerosos medios a través de todo el país. Comienza así: «Edgar Allan Poe ha muerto. Murió anteayer en Baltimore. Esta noticia sorprenderá a muchos, y algunos se apenarán». «Ludwig» fue identificado muy pronto como Rufus Wilmot Griswold, un editor, crítico y antologista que había demostrado gran aversión hacia Poe ya desde 1842. De cualquier manera Griswold incomprensiblemente logró convertirse en el albacea literario (literary executor) del escritor, aplicándose a destruir su reputación después de su muerte.
Este individuo escribió con posterioridad un artículo biográfico largo sobre el escritor titulado «Memoir of the Author» («Memoria del autor»), con el que encabezó un volumen de las obras de Poe. Aquí este aparecía descrito como un ser depravado, borracho, drogadicto y perturbado, y se aportaban diversas cartas del propio Poe como evidencia. Muchas de sus afirmaciones eran burdas mentiras o verdades a medias. Por ejemplo, ahora está demostrado que Poe no fue drogadicto. La versión de Griswold fue denunciada por aquellos que conocieron bien a Poe, pero no pudo evitarse que se convirtiera en la más aceptada popularmente. Esto ocurrió en parte porque era la única biografía completa disponible, reimpresa varias veces, y en parte porque los lectores se entusiasmaban ante la idea de estar leyendo las obras de un malvado. En cuanto a las cartas presentadas por Griswold como prueba se demostró pronto que no eran más que falsificaciones.

## Obra
Poe escribió cuentos de distintos géneros, poesía, crítica literaria y ensayo, este sobre los temas más variados, además de una novela larga. A lo largo de toda su vida también escribió numerosas cartas.

### Influencias
La crítica suele coincidir al determinar las fuentes literarias de las cuales bebió este autor. En sus primeros cuentos sigue a Boccaccio y Chaucer. También se inspiró en toda la novela gótica inglesa: Horace Walpole, Ann Radcliffe, Matthew G. Lewis y Charles Maturin, entre otros.
Conoció bien a los románticos alemanes (E.T.A. Hoffmann, el barón Friedrich de la Motte Fouqué, etc.). De su país, tuvo muy en cuenta a los pioneros Charles Brockden Brown y Washington Irving. Otros autores ingleses que admiró mucho: Daniel Defoe, Walter Scott, William Godwin y Edward Bulwer-Lytton. Poe se inspiró además en las a veces desaforadas historias que solían aparecer en la revista de Edimburgo Blackwood's Magazine, que el bostoniano llegó a satirizar en sus relatos más estrafalarios: «El aliento perdido», «Cómo escribir un artículo a la manera del Blackwood's», etc.
En poesía, se dejó cautivar desde muy joven por Lord Byron. Dentro de este género apreció bastante la poesía nocturna francesa y germánica, así como a todos los románticos ingleses: Shelley, Keats, Wordsworth (al que, sin embargo, criticó su didactismo) y Coleridge. También valoró grandemente a Tennyson.
Poe asimismo conocía bien el trabajo de los más importantes científicos: Laplace, Newton, Kepler, etc. Pero el autor que probablemente aparece más veces citado en sus obras es el filósofo inglés Joseph Glanvill.

### Cuentos
Julio Cortázar ordena sus relatos de acuerdo con el «interés» de sus temas. «Sus mejores cuentos son los más imaginativos e intensos; los peores, aquellos donde la habilidad no alcanza a imponer un tema de por sí pobre o ajeno a la cuerda del autor». Al traducirlos, los agrupó en: 1. Cuentos de terror; 2. Sobrenaturales; 3. Metafísicos; 4. Analíticos; 5. De anticipación y retrospección; 6. De paisaje; y 7. Grotescos y satíricos.
Destaca Cortázar lo expresado por Poe en una carta: «Al escribir estos cuentos uno por uno, a largos intervalos, mantuve siempre presente la unidad de un libro».

#### Macabros
Los cuentos de terror o cuentos góticos constituyen su obra más conocida y propiamente genuina. Heredero directo de dicha corriente, según el estudioso Benjamin F. Fisher, Poe pretende, sin embargo, no tanto «helar la sangre» del lector («curdling the blood», expresión inglesa de la época) como compatibilizar lo gótico con la plausibilidad psicológica, logrando elevar el género a la categoría de gran arte. El bostoniano modifica el goticismo, además, restándole elementos sobrenaturales, como en su relato «El gato negro», en que el desencadenante del horror final es un gato vivo. Lo que traza de algún modo Poe en sus principales relatos es una suerte de «geografía de la imaginación». Entre los herederos directos del goticismo poeano, añade Fisher, se encuentran Edith Wharton, William Faulkner, Flannery O'Connor, Hart Crane, Stephen King, y muchos otros.
Según el historiador de la literatura gótica David Punter, la mayor contribución del Poe cuentista no fue en términos de temas, sino de estructura y tono, lo que supuso una variedad de terror simbolista en el que nunca ha sido superado, aunque muchas veces parece más europeo que estadounidense. Para Punter, Poe no inventó el cuento gótico, sino, dentro de él, un tipo de historia que huye de la simpleza de planteamiento en aras de la intensificación en espiral, y esta técnica alcanza la perfección en "La caída de la casa de Usher" y en "El barril de amontillado", que Edith Birkhead define como "el más terrible y el más perfectamente ejecutado de todos los cuentos de Poe".
En cuanto a su calidad artística, el escritor y crítico irlandés Padraic Colum aseguró que relatos como «El barril de amontillado», «El pozo y el péndulo», «La caída de la casa Usher», «Ligeia», etc., se hallan entre «los mejores cuentos del mundo», mientras que para el crítico y traductor español Mauro Armiño, «a casi ciento cincuenta años de distancia, siguen siendo las narraciones más sugestivas del siglo XIX». De Riquer y Valverde, en la misma línea, sostienen que «sus narraciones y algún poema suyo quedan entre los resultados universales de la literatura norteamericana de su tiempo».

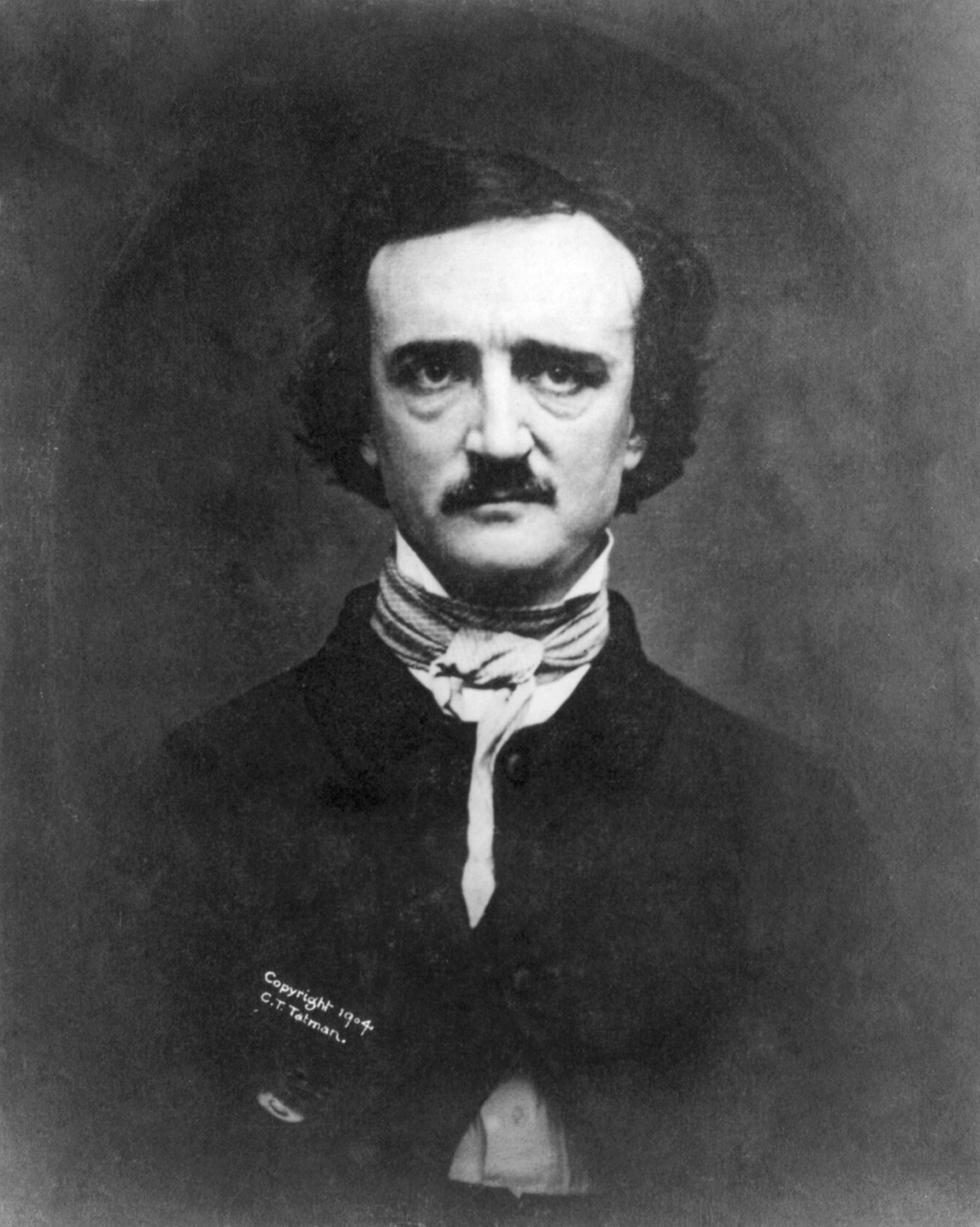
Daguerrotipo de Edgar Allan Poe (1848) tomado por W. S. Hartshorn.

El de terror fue un género que adoptó Poe para satisfacer los gustos del público de la época. Edmund Wilson subraya los contenidos oníricos y simbólicos en sus relatos, en tanto que Van Wyck Brooks se pregunta qué papel pudieron desempeñar en los mismos los extraños sueños y las terribles pesadillas que padeció desde su adolescencia. Según este crítico, «uno comparte más intensamente las pesadillas de Poe que vive las propias».
A este respecto, el poeta Richard Wilbur manifestó que la grandeza de Poe proviene principalmente de su genio puramente literario, pero también de su maestría en la definición de los estados de ánimo, así como de las transiciones entre los mismos, y de sus posibles significados e implicaciones, todo lo cual logra encuadrarlo en estructuras oníricas.
De Riquer y Valverde destacan en este tipo de historias la recreación de una «atmósfera de terror cerebral». Harry Levin, por su parte, vislumbra en relatos como «Manuscrito encontrado en una botella» y «Un descenso al Maelstrom» una «impaciencia por enfrentarse a lo desconocido» que «se aproxima hasta el propio borde del abismo, y aún más allá, hacia el país inexplorado de cuya frontera ningún viajero regresa, aunque le es dado enviar mensajes de desesperación, manuscritos embotellados, por decirlo así».
En estos cuentos los temas más recurrentes tienen que ver con la muerte, incluyendo sus manifestaciones físicas, los efectos de la descomposición de los cadáveres («La verdad sobre el caso del señor Valdemar»), temas también relacionados con el entierro prematuro («El entierro prematuro»), la reanimación de cadáveres («Conversación con una momia», «La caída de la casa Usher») y demás asuntos luctuosos. De esta manera, se ha señalado con frecuencia la obsesión entre necrofílica y sádica del autor, manifestada en distintos niveles y matices, según los relatos.

Ya no se advirtieron más señales de vida en Valdemar y, opinando que había fallecido, lo confiamos al cuidado de los enfermeros. En ese momento observamos un intenso movimiento vibratorio en la lengua. El hecho continuó por espacio quizá de un minuto. Al terminar este periodo, brotó de las distendidas e inmóviles mandíbulas una voz, una voz que sería una locura intentar describir.
(De «La verdad sobre el caso del señor Valdemar», 1845)

«Eros y Tánatos son uno, en Poe —escribe Llopis—. La muerte de la amada determina su amor a la muerte. Pero el amor a la muerte es la muerte del amor. La necrofilia de Poe es, a la vez, su necrofobia. Lo que más le atrae es lo que produce el supremo horror. Y es precisamente este horror macabro, este terror del alma, que nace solo de su alma enferma, lo que hace entroncar a Poe con la tendencia negra del prerromanticismo inglés». Por su parte, Krutch, y Wilson a partir de él, sugieren que el atroz sadismo en los últimos cuentos de Poe se debe a algún tipo de represión emocional. La extraña relación de Poe con su mujer, Virginia Clemm, y sus sentimientos de ambivalencia ante su enfermedad y muerte, explicarían el agudo remordimiento que tantas veces afecta a sus héroes.
Otros temas en sus historias macabras son la venganza («Hop-Frog», «El barril de amontillado»), la culpa y la autopunición («William Wilson», «El corazón delator», «El gato negro», «El demonio de la perversidad»), la influencia del alcohol y el opio («El gato negro», «La caída de la casa Usher», «El rey Peste»), el poder de la voluntad («Ligeia», «Morella»), la claustrofobia («El barril de amontillado», «El entierro prematuro», La narración de Arthur Gordon Pym), etc.
Con motivo de sus primeras publicaciones del género, la crítica lo acusó de dejarse llevar en exceso por la influencia de la fantasía alemana, por ejemplo de Hoffmann. A lo que el escritor replicó, en el prólogo a su libro Cuentos de lo grotesco y arabesco:

Si muchas de mis producciones han tenido como tesis el terror, sostengo que ese terror no viene de Alemania, sino del alma; que he deducido este terror tan solo de sus fuentes legítimas, y que lo he llevado tan solo a sus resultados legítimos.

En el prefacio a una traducción al ruso de las obras de Poe, Dostoyevski anota que el estadounidense era realista en comparación con un idealista alemán como Hoffmann. Sus fantasías eran extrañamente materialistas «incluso en sus imaginaciones más desatadas [y con ello] se descubre como un auténtico americano».
Enciclopedia Penguin del horror y lo sobrenatural, sin embargo, tras resaltar las opiniones diversas y hasta enconadamente contradictorias que suscita la obra de Poe, defiende justo lo contrario: «Nada en Poe, por supuesto, es ni de lejos realista, y, como Julian Symons ha señalado con buen criterio, "No hay ninguna razón adecuada para las cosas terribles que vemos suceder". Este aire fantasmagórico ha logrado fascinar a generaciones de lectores».
Lovecraft, en su ensayo El horror sobrenatural en la literatura, carga las tintas: «Poe nos ha dejado la visión de un terror que nos rodea y está dentro de nosotros, y del gusano que se retuerce y babea en un espantoso y cercano abismo. Al calar en cada uno de los supurantes horrores de la alegremente pintada broma que lleva el nombre de existencia y en la solemne mascarada que son el pensamiento y los sentimientos humanos, esa visión tiene el poder de proyectarse a sí misma en unas cristalizaciones y trasmutaciones tenebrosamente mágicas».

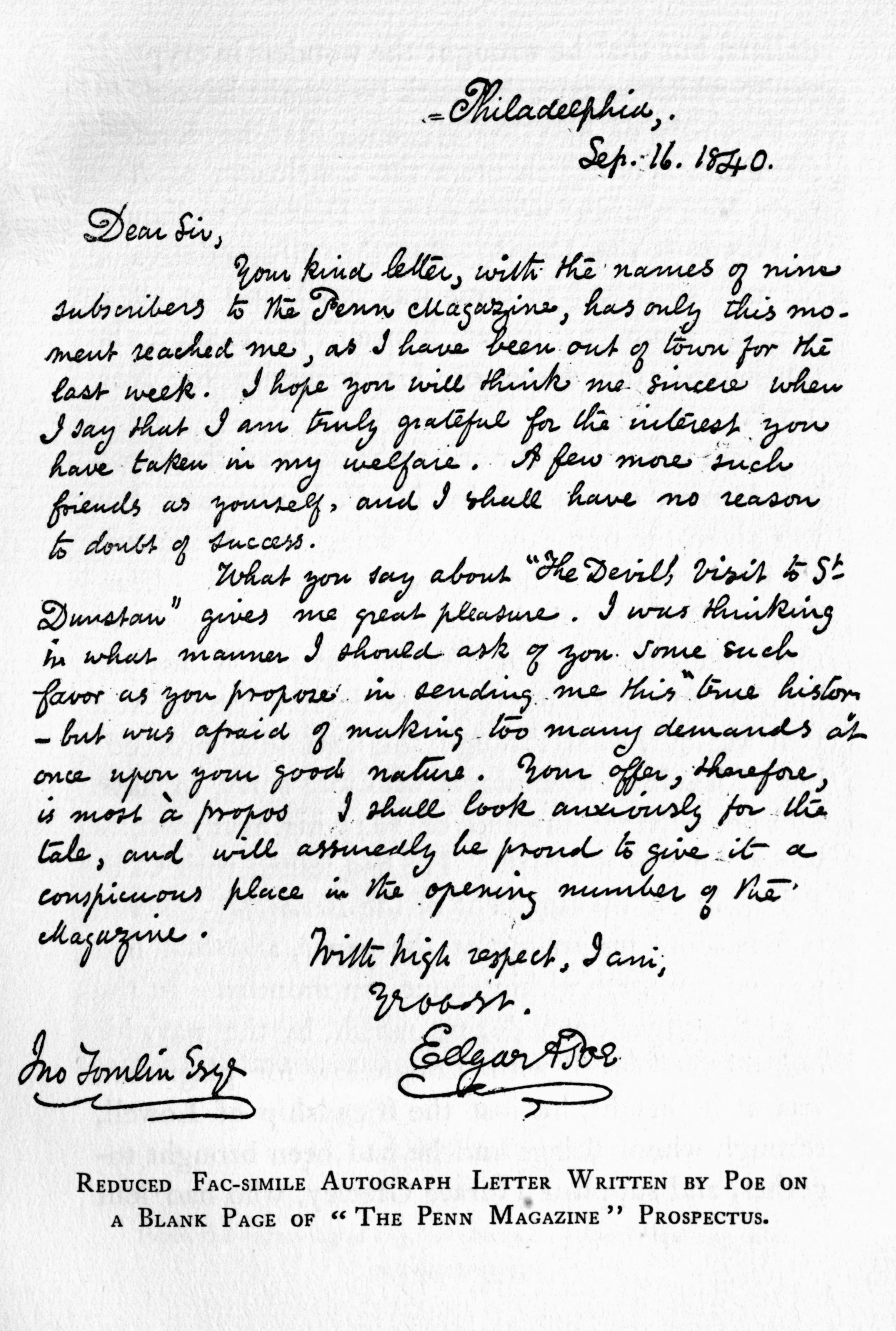
Carta manuscrita facsímil de Poe escrita en Filadelfia, el 16 de septiembre de 1840, sobre su proyecto del Penn Magazine (edición de Dodd, Mead & Co, 1898).

Para Baudelaire (en Edgar Poe, su vida y sus obras, 1856), este tipo de literatura es «de aire rarificado», y en ella «la naturaleza llamada inanimada participa de la naturaleza de los seres vivos, y, como ellos, se estremece con un escalofrío sobrenatural y galvánico».
Cortázar, más técnicamente: «En "El tonel de amontillado", "El corazón delator", "Berenice", "Hop-frog" y tantos más, el ambiente resulta de la eliminación casi absoluta de puentes, de presentaciones y retratos; se nos pone el drama, se nos hace leer el cuento como si estuviéramos dentro. Poe no es nunca un cronista; sus mejores cuentos son ventanas, agujeros de palabras».
«Lo que los escritores americanos y sus exegetas han adorado en Poe —declara Harold Bloom—, sin apenas ser conscientes de ello, es su percepción y su sensación, algo más que freudianas, opresivas y curiosamente originales, de la sobredeterminación. Walter Pater comentó en una ocasión que los museos lo deprimían porque le hacían dudar de que jamás alguien hubiera sido joven. Nadie fue nunca joven en ningún relato de Poe. Como hizo observar un enojado D. H. Lawrence, todos en Poe son vampiros, en particular el propio Poe».
Sobre estas narraciones cabe también la sugerencia de que Poe pudo recrearlas como aspectos aislados de las novelas góticas, como pasajes desgajados de un conjunto narrativo más amplio, destacando así poderosamente por sus terribles contenidos, libres de todo adorno.
Muchas de las historias que acaban de citarse han sido encuadradas dentro del llamado romanticismo oscuro (dark romanticism), en el que lo acompañaron autores como Nathaniel Hawthorne y Herman Melville. Este movimiento surgió como reacción al trascendentalismo de la época, que Poe detestaba. Calificaba a los seguidores de este movimiento de frogpondians (algo así como ranas de charca, en referencia al estanque de un conocido parque de Boston) y ridiculizaba sus escritos denominándolos «dementes gestiona-metáforas» (metaphor-run mad) que incurrían en «la oscuridad por la oscuridad» y «el misticismo por el misticismo». El escritor, sin embargo, en una carta a su gran amigo Thomas Holley Chivers, escribió que él no odiaba a los trascendentalistas, sino «solo a los sofistas que se cuentan entre ellos».

#### Detectivescos
Poe igualmente dio origen al relato de detectives por medio de sus cuentos analíticos y de misterio: «La carta robada», «Los crímenes de la calle Morgue», «El escarabajo de oro» y «El misterio de Marie Rogêt», que influyeron de lleno en autores posteriores como Arthur Conan Doyle, cuyo Sherlock Holmes está inspirado directamente en el Auguste Dupin de Poe (vid. Legado e influencia).
Los contemporáneos de Poe comparaban las investigaciones de Dupin con las de un abogado, y también al personaje mismo, y algún fiscal de su época opinó que relatos tales eran realmente «milagrosos». Dupin sin embargo no es el personaje íntegro que pretende aparentar, ya que «no es tanto el rival directo del criminal que persigue como una figura profundamente contaminada por ese mismo submundo que pretende desvelar». Esto se observa por ejemplo en las llamativas similitudes (ambos son poetas, ambos roban una carta, su apellido empieza por D...) entre el detective y el ministro criminal de «La carta robada»; por otra parte, la interdependencia entre detective y criminal es clara.
Estos cuentos Poe los reconocía como de los más leídos de entre los suyos; debían su popularidad a que eran «algo en una nueva clave». Su mayor éxito literario en prosa, efectivamente, le llegó de uno de estos relatos: «El escarabajo de oro». Aparte de «El Cuervo», fue la obra que conoció mayor difusión a lo largo de su vida, y por ella recibió cien dólares de premio en un concurso, la cantidad más alta que consiguió nunca por sus escritos.

Esto representa bastante bien un cráneo, y hasta me atrevería a decir que es un excelente cráneo, conforme a las nociones vulgares sobre esa región anatómica, y si su escarabajo se le parece, ha de ser el escarabajo más raro del mundo. Incluso podríamos dar origen a una pequeña superstición llena de atractivo, aprovechando el parecido.
(De "El escarabajo de oro", 1843)

«Los crímenes de la calle Morgue», de entre todos sus relatos, es uno de los más importantes. Fue publicado en 1841 y es todavía considerado el primer cuento de detectives moderno. Poe lo llamó «cuento de raciocinio».
Acerca de este mismo cuento, escribió Matthew Pearl que la experiencia de leerlo «consiste en que nuestro propio papel de investigadores emerge junto con el del narrador, y por supuesto el hecho de que el propio narrador permanezca innominado todo el tiempo facilita nuestra identificación con él al lado de Dupin». Recuerda asimismo que estos relatos elucidatorios del bostoniano giran todos en torno a víctimas femeninas, lo que contrasta con otros como "Usher" o "Berenice", en los que la pérdida de la mujer «señala la plena y definitiva desintegración de cualquier orden dominante».
«Ni siquiera en sus cuentos analíticos —hace notar Julio Cortázar— se salva Poe de sus peores obsesiones. [...] el genio de Poe no tiene en última instancia nada que ver con su neurosis, que no es el "genio enfermo", como se le ha llamado, sino que su genio goza de espléndida salud, al punto de ser el médico, el guardián y el psicopompo de su alma enferma».
Harry Levin afirma que la esencia del genio de Poe descansa en la dicotomía sombra-duda, y esto se manifiesta en su personaje más querido, el raisonneur Auguste Dupin, que oscila entre el creador y el desvelador de misterios. Por otra parte, estas historias están estrechamente relacionadas con las de exploración; tanto en unas como en otras parece buscarse la resolución del misterio del universo.
Según Mauro Armiño, en sus relatos detectivescos Poe se aleja bastante de los usos actuales, que se cifran en «perder al lector en una maraña de datos falsos que oculten precisamente el elemento eje; [...] Poe hace hincapié no en el burdo despiste del lector: lo que más le interesa es seguir el proceso de raciocinio que lleva a Dupin —antecedente directo de Sherlock Holmes— a la resolución del misterio».

#### De ciencia ficción
El bostoniano dio asimismo un significativo impulso al género emergente de la ciencia ficción, respondiendo así a los recientes avances científicos y tecnológicos, como el globo aerostático, en su cuento «El camelo del globo». Aunque se ha dicho que Poe inventó el género, según John Tresch, en realidad lo que hizo fue «descubrirlo» en el seno de una tradición preexistente, reformándolo y adaptándolo a la retórica y las innovaciones técnicas de su tiempo. Por otra parte, sentó las bases para algunos de los modos y temas que adquirirían carta de naturaleza en la segunda mitad del siglo XX.
Ya se ha destacado que el autor escribió gran parte de su obra de acuerdo con los gustos populares de la época, lo que vendía. A tal efecto, sus relatos recogen a menudo elementos de la pseudociencia, la frenología y la fisiognomía.
Hugo Gernsback, creador del término ciencia ficción que dio nombre a los Premios Hugo, citaba solo a tres autores del género anteriores a los años 30: Poe, Verne y Wells. En castellano existe una edición de los relatos de ciencia ficción del autor que contiene trece obras, desde «Von Kempelen y su descubrimiento» hasta «Un cuento de las montañas escabrosas», e incluso «Manuscrito encontrado en una botella».
En sus cuentos más declaradamente macabros aparecen en ocasiones elementos de la ciencia ficción, y al contrario, de forma que a veces es difícil determinar el género exacto a que pertenecen obras como «La verdad en el caso del Sr. Valdemar», «Manuscrito hallado en una botella»... Por otro lado, hay alguna pieza que combina ciencia ficción, terror y prosa poética: «La conversación de Eiros y Charmion», o sátira y ciencia ficción («Mellonta Tauta»), y el ensayo «Eureka» ha sido encuadrado a veces dentro de esta. Es bien sabido que la hibridación de géneros domina hoy en todo el ámbito de la literatura fantástica, pero Poe, además, según Domingo Santos, prefigura algunos de los temas centrales de la ciencia ficción moderna: los universos alternativos («Revelación mesmérica»), los viajes espaciales («El camelo del globo»), los viajes en el tiempo («Mellonta tauta»)...
Refiriéndose a algunos de estos relatos, afirma Harry Levin que Poe carecía del don de la serendipia (hallazgo afortunado), y que sus descubrimientos no son nunca felices, sino más bien visiones atormentadas atrapadas siempre en su desventurado universo.
Sobre el relato «La incomparable aventura de un tal Hans Pfaall», comenta Baudelaire: «¿Quién, lo pregunto, quién de entre nosotros –hablo de los más robustos– habría osado –a los veintitrés años, a la edad en que aprendemos a leer– dirigirse a la luna, equipado de nociones astronómicas y físicas suficientes, y aferrar imperturbablemente su manía o más bien el hipogrifo sombrío de la verosimilitud?»
En cuanto a su repercusión dentro de este campo, a través de la mezcla de distintos niveles lógicos en relatos como «El retrato oval» o «William Wilson», Poe es claro precursor de la literatura metaficcional de autores como Borges, Italo Calvino, Nabokov, John Barth y Paul Auster. Y la mezcla de niveles patológicos de realidad prefigurará obras fundamentales de otros autores como Ursula K. Le Guin, Philip K. Dick o Stanislaw Lem.

#### Satíricos y poéticos
El escritor dedicó asimismo muchos relatos a la sátira, al humor e incluso la mistificación humorística (patraña). Para crear el efecto cómico, solía servirse de la ironía y la extravagancia absurda, en un intento de poner coto al conformismo ideológico del lector. Así, «Metzengerstein», su primer cuento publicado, y también su primera incursión en el terror, había sido concebido inicialmente como una sátira del género, ya se ha dicho que muy popular en la época.
«No hay mañanas en el mundo de Poe [...] —sostiene Brooks— y si algunos de sus cuentos son humorísticos, tal vez sean los más siniestros de todos, ya que uno raramente encuentra calidez alguna en su humor», en lo que no quiso seguir a su admirado Dickens. «Su humor era de los que dan escalofríos, el tipo de jocosidad macabra para la que nada es tan divertido como lo horrible y que halla deleite en pellizcar la nariz de un cadáver».

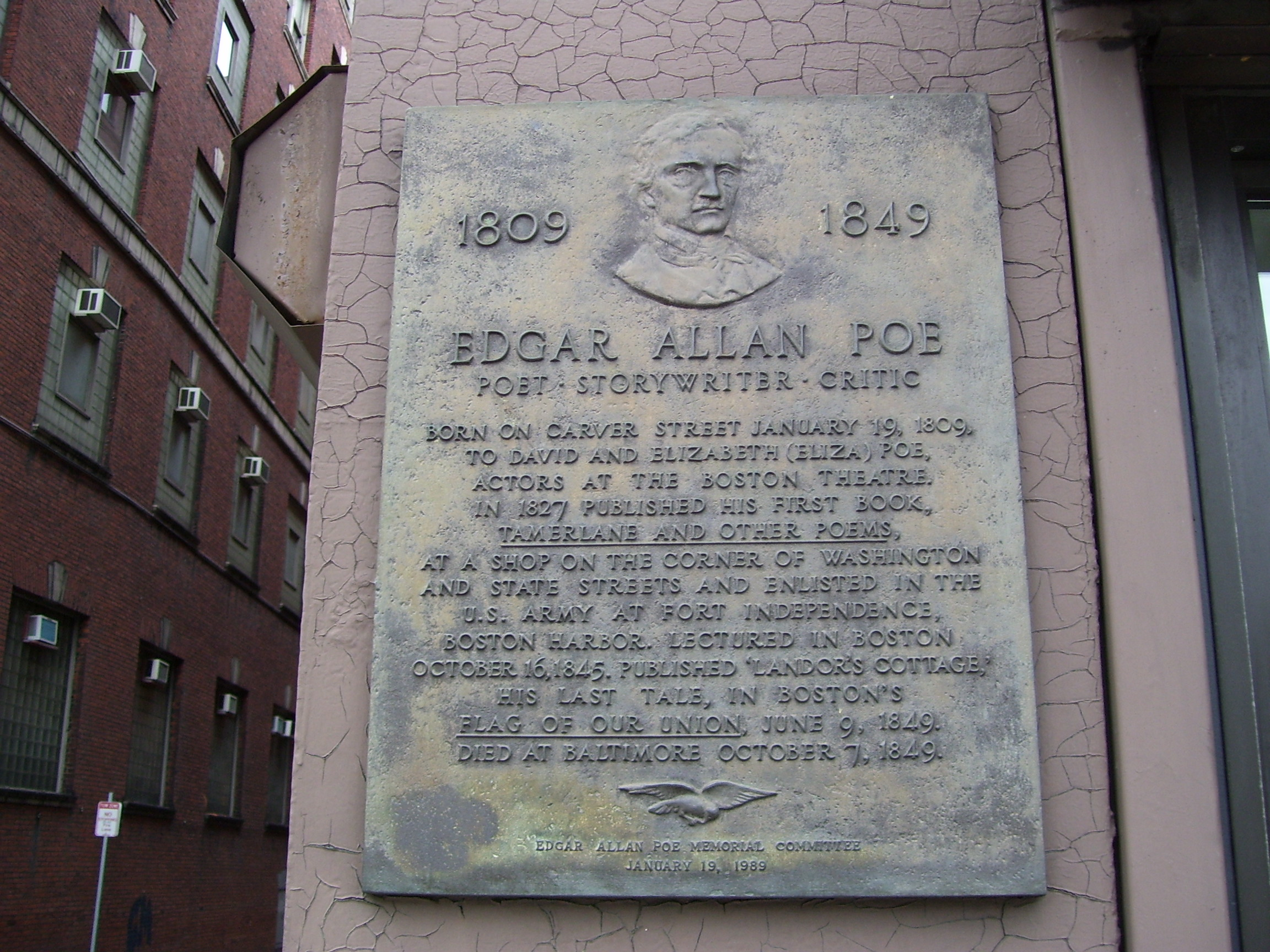
Placa conmemorativa del lugar de nacimiento de Poe, en Boston.

Harry Levin califica las estructuras poeanas de «imaginativas», lo que posibilita que, en este tipo de piezas, la comedia aparezca revestida de histeria; «su cultivo de lo extraño en las proporciones lo conduce de la belleza a la caricatura. Como hijo de padres actores era normal que acabase convertido en un histrión literario y que su técnica narrativa brotase animada de "dramatismo"».
El estudioso Daniel Royot en su artículo «Poe's humor» escribe que el humor de Poe, exento de pretensiones éticas, «se reviste de las más inesperadas pulsiones en sus historias de desenlace absurdo con el propósito de recrear una especie de anárquica, dionisíaca euforia. [Poe] Introduce el absurdo con objeto de desmenuzar la corteza de significado unívoco y provocar una experiencia paroxística».
Julio Cortázar señala que la sátira en cuentos como «El timo considerado como una de las ciencias exactas», «El hombre de negocios» o «Los anteojos» se transforma en desprecio. Esto se evidencia en sus personajes: «Astutos seres que embaucan a la masa despreciable, o miserables muñecos que van de tumbo en tumbo, cometiendo toda clase de torpezas. [...] Y cuando incurre en el humor ("El aliento perdido", "Bon-Bon", "El rey Peste") suele derivar inmediatamente en lo macabro, donde está en su terreno, o en lo grotesco, que considera desdeñosamente el terreno de los demás». Todo lo cual se sigue de la incapacidad de Poe para «comprender lo humano, asomarse a los caracteres, medir la dimensión ajena... por eso Poe no alcanzará nunca a crear un solo personaje con vida interior».

Viendo que yo permanecía inmóvil (pues tenía todos los miembros dislocados y la cabeza torcida hacia un lado), se sintió un tanto preocupado; despertando al resto de los pasajeros, les dijo de manera muy decidida que, en su opinión, durante la noche les habían endilgado un cadáver pretendiendo que se trataba de otro pasajero, y me hundió un dedo en el ojo derecho como demostración de lo que estaba sosteniendo.
(De "El aliento perdido", 1832)

En este sentido, afirmó Baudelaire, en el prólogo a su traducción de las Historias extraordinarias del estadounidense: «[Son] cuentos llenos de magia que aparecen reunidos bajo el título de Tales of the Grotesque and the Arabesque, título notable e intencionado, puesto que los ornamentos grotescos y arabescos rehúyen la figura humana, y ya veremos cómo la literatura de Poe es en muchos aspectos extra o supra humana». Y Robert Louis Stevenson, en un conocido ensayo sobre Poe, llegó a afirmar: «Quien fue capaz de escribir "rey Peste" dejó de ser un ser humano». Estas narraciones, sin embargo, debido a su extravagancia, fueron muy apreciadas por los poetas surrealistas.
Mención aparte merecen sus relatos de corte poético y metafísico, muchos de ellos auténticos poemas en prosa, de acendradas virtudes estéticas: «La conversación de Eiros y Charmion», «El coloquio de Monos y Una», «El alce», «La isla del hada», «Silencio», «Sombra», etc. Autores como Brooks defienden que la belleza musical de algunos de los relatos de Poe era comparable a la de sus mejores poemas; en ellos igualmente encontramos «oscuros pantanos, paisajes salvajes y tristes, y figuras fantasmales deslizándose de un lado a otro».

«Escucha», dijo el Demonio, imponiendo la mano sobre mi cabeza. «La tierra de que te hablo es una región sombría en Libia, a orillas del río Zaire. Y no hay tranquilidad allí, ni silencio.
Las aguas del río son de un tono azafranado y enfermizo, y no fluyen hacia el mar, sino que palpitan eternamente bajo el ojo bermejo del sol, con agitación tumultuosa y convulsa».
(De "Silencio (una fábula)", 1839)

#### Técnica
En lo tocante a su técnica, y a su muchas veces apuntada intensidad narrativa, Poe «comprendió que la eficacia de un cuento depende de su intensidad como acaecimiento. [...] Cada palabra debe confluir, concurrir al acaecimiento, a la cosa que ocurre, y esta cosa que ocurre debe ser solo acaecimiento y no alegoría (como en muchos cuentos de Hawthorne, por ejemplo) o pretexto para generalizaciones psicológicas, éticas o didácticas. [...] La cosa que ocurre debe ser intensa. Aquí Poe no se planteó estériles cuestiones de fondo y forma; era demasiado lúcido como para no advertir que un cuento es un organismo, un ser que respira y late, y que su vida consiste -como la nuestra- en un núcleo animado inseparable de sus manifestaciones».
Edmund Wilson destaca igualmente esta intensidad en Poe, relacionándola con las virtudes poéticas de su prosa: «Leemos los cuentos de Poe en nuestra niñez, cuando todo lo que podemos sacar de ellos son escalofríos, y sin embargo esos cuentos también son poemas que expresan las más intensas emociones». De este modo, el cuento de Poe «William Wilson» es superior a Dr. Jekyll y Mr. Hyde, de Stevenson, por su «sinceridad e intensidad».

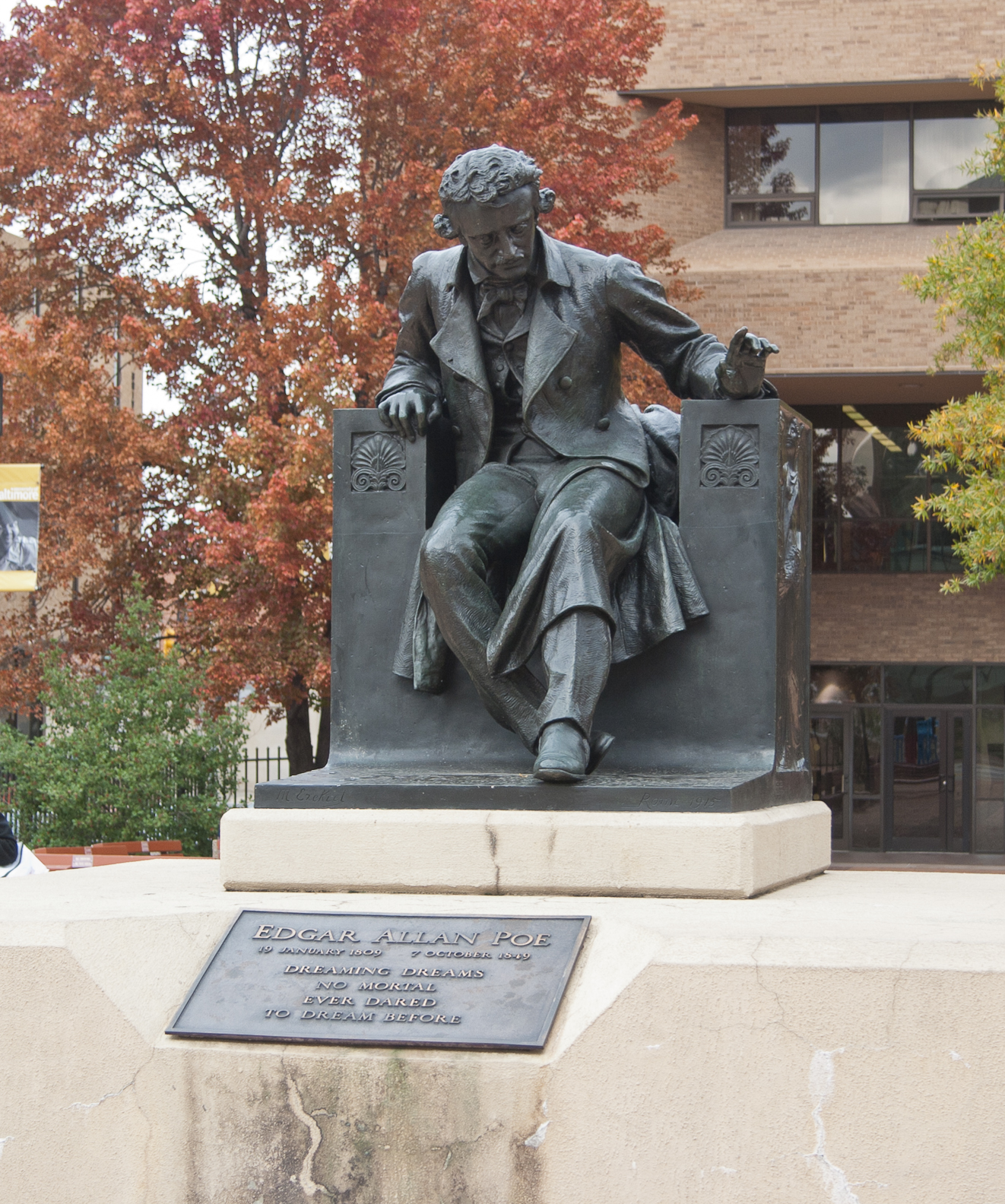
Estatua de Edgar Allan Poe, por Moses Ezekiel (1917), en la facultad de Derecho de la Universidad de Baltimore.

Harry Levin sostiene que la principal contribución técnica de Poe a la narrativa es su manera enfática de interpretar sensaciones, hasta el punto de que André Gide le otorgó el mérito de inventar el monólogo interior.
Según Peter Ackroyd: «Calculaba sus efectos con mano maestra, siempre manteniendo un estricto control técnico de sus narraciones. Es significativo que revisara sus obras sin cesar, haciendo cambios puntuales y otros más generales. También es digno de notarse que su escritura era un modelo de caligrafía».
Padraic Colum, por su parte, lo sitúa como el creador del concepto de atmósfera en el arte literario. Cortázar llama a este recurso «creación de ambientes», y compara a Poe con otros maestros en esta técnica como Chéjov, Villiers de L'Isle-Adam, Henry James, Kipling y Kafka.
Poe valoraba en el relato corto por encima de todo la imaginación, así como la originalidad y la verosimilitud. Por lo tanto, el criterio que primaba en este tipo de relatos era exclusivamente estético. Según el crítico Félix Martín, «conocidos fueron sus pronunciamientos sobre la supremacía de la imaginación, su condena explícita de la intención moral en la obra de arte y de la alegoría moral, tanto en poesía como en narración, así como el rechazo de todo tipo de verdad inherente a los hechos del relato. [...] Al descartar el didacticismo moralizante como objetivo de la obra de arte, Poe la libera de criterios de verosimilitud externos y da rienda suelta a aquellos elementos fantásticos y formales que la configuran estéticamente, configuración apreciable sobre todo a través de los efectos que produce en el lector».
En The Cambridge Companion to Edgar Allan Poe, el crítico Scott Peeples declara: «Aunque Poe teorizó el relato como un sistema cerrado, cada una de cuyas palabras debía contribuir a un efecto preconcebido, sus propios relatos a menudo presentan situaciones donde un espacio cerrado ("El aliento perdido", "Los crímenes de la calle Morgue", "La máscara de la muerte roja", "El entierro prematuro", "¡Tú eres el hombre!", "La carta robada") o una trama perfecta ("El corazón delator", "El gato negro", "El demonio de la perversidad") se rompen: el espacio vacío no lo estaba en realidad, el crimen perfecto se ve frustrado por obra de la conciencia culpable o la "perversidad", o, como en "Usher", el cadáver no está realmente muerto. Una y otra vez Poe nos demuestra que el control es una ilusión, aunque insiste en que el trabajo de ficción en sí mismo permanece bajo control».

### Novela
Poe es autor de una única novela: La narración de Arthur Gordon Pym (The Narrative of Arthur Gordon Pym of Nantucket) (1838). Se trata de un relato de aventuras marineras de tipo episódico, centrado en su intrépido protagonista, quien encontraría eco posteriormente en las obras de Stevenson. El autor buscó sus fuentes principalmente en antiguas leyendas marineras, como la del Holandés errante, y en sus lecturas de Daniel Defoe y S. T. Coleridge («la afinidad más acusada es con La balada del viejo marinero, esa alma agónica que alcanza la vida a través de la muerte», según Levin). Debido a la abundancia de detalles macabros que contiene y a su indescifrable desenlace, la obra ha estado siempre rodeada de polémica. Esta novela fue muy valorada por los surrealistas, que destacaban en ella su maestría en la recreación de elementos inconscientes. Por este motivo también ha sido muy estudiada por el psicoanálisis. Julio Verne escribió una continuación: La esfinge de los hielos.
Según Cortázar, «la obra posee el doble valor de un libro de aventuras lleno de episodios "vividos" y a la vez de una corriente subterránea evasiva y extraña, un trasfondo que cabría considerar alegórico o simbólico, de no tener presente la tendencia contraria del autor, y sus explícitas referencias en este sentido». Por la constante «tendencia al Sur» que se observa en la trama, en Arthur Gordon Pym se hace patente la fuerte autoconciencia sudista de su autor; también se transparenta una cierta dosis de racismo hacia los negros, lo que manifiestan igualmente «El escarabajo de oro» y «El sistema del Dr. Tarr y el profesor Fether».
Harry Levin destaca que Poe trató de lograr el estilo «plausible y verosímil» que admiraba en Robinson Crusoe, y que se documentó astutamente mediante mapas, cuadernos de bitácora, crónicas e informes marineros. La obra no puede evitar ser receptáculo de la obsesión claustrofóbica del autor, que se encarna incluso en el marco del océano abierto; en cuanto a su final, «si Poe hubiese sido más un alegórico que un materialista, estaríamos tentados de contemplar la salvación de Pym en términos teológicos».

Entonces Nu-Nu se estremeció en el fondo de la canoa, pero al tocarlo descubrimos que su espíritu lo había abandonado. Y de pronto nos vimos precipitados en el abrazo de la catarata, y un abismo se abrió en ella para recibirnos. Pero surgió a nuestro paso una figura humana velada, cuyas proporciones eran mucho más grandes que las de cualquier habitante de la tierra. Y la piel de aquella figura tenía la perfecta blancura de la nieve.

Poe dejó inacabada otra novela de aventuras: El diario de Julius Rodman, aparecida en la revista Burton's Gentleman's Magazine por entregas. Solo salieron las seis primeras, de enero a junio de 1840. En esta obra se narra un viaje ficticio a las Montañas Rocosas en tiempos de la conquista del Oeste, temática que sería muy frecuentada por la literatura estadounidense, con un contemporáneo de Poe, James Fenimore Cooper, a la cabeza. Este relato fue publicado por primera vez en castellano en 2005.

### Poesía
Probablemente, de no haber tenido que trabajar de periodista, Poe se habría dedicado en exclusiva a la poesía. «Razones al margen de mi voluntad me han impedido en todo momento esforzarme seriamente por algo que, en circunstancias más felices, hubiera sido mi terreno predilecto», manifestó en el prólogo a El cuervo y otros poemas. Este será su género más controvertido y el que le granjeará las peores críticas.
Las épocas de creación poética más intensas se dieron al principio y al final de su carrera. Sus ideas sobre la poesía, aparecidas en su ensayo sobre «El cuervo» titulado «Filosofía de la composición», pueden parecer contradictorias. Declaró que la poesía era un mero artificio previsto y realizado con técnica de relojero, sin embargo, lo cierto es que admitía en ella todo lo que viene «de lo irracional, del inconsciente: la melancolía, la nocturnidad, la necrofilia, el angelismo, la pasión desapasionada, es decir, la pasión [...] del que llora invariablemente a alguna muerta» cuyo amor ya no puede inquietarlo.

Cierta vez que promediaba triste noche, yo evocaba,
fatigado, en viejos libros, las leyendas de otra edad.
Ya cejaba, dormitando; cuando allá, con toque blando,
con un roce incierto, débil, a mi puerta oí llamar.
«—A mi puerta un visitante —murmuré— siento llamar;
eso es todo y nada más».
«El Cuervo»

Pese a haberse iniciado en labores poéticas con dos poemas extensos («Tamerlán» y «Al-Aaraaf») siempre se declaró contrario a obras largas como la epopeya. En su ensayo «El principio poético» no concibe un poema de más de cien versos, aunque también deploraba las obras demasiado breves. El objetivo del poema es estético, su fin último es la belleza. Poe descreía de la poesía didáctica y alegórica: el poema nunca debe proponerse la verdad como fin. Por eso prefiere a Coleridge y Tennyson antes que a Wordsworth. (Es bien sabido que su otra gran influencia, desde muy joven, fue la de lord Byron.) Pero, como se ha visto, para Poe la poesía tampoco debía ser producto de la pasión, afirmación que puntualiza Julio Cortázar, para quien «El cuervo» nace más de la pasión que de la razón, y esto vale también para el resto de sus grandes poemas: «To Helen», «The Sleeper», «Israfel», «The City in the Sea», «For Annie», «The Conqueror Worm» y «The Haunted Palace», poemas cuyo impulso fundamental es análogo al que movió al autor a la ejecución de sus cuentos «más autobiográficos y obsesivos. [...] solo su acabado, su retoque fueron desapasionados». De Riquer y Valverde, sobre «El Cuervo»: «[...] aun con su efectismo y su machaconería rítmica [...] demuestra su legitimidad cuando se lee directamente, antes de saber que existe un ensayo sobre su composición y la de la poesía en general».

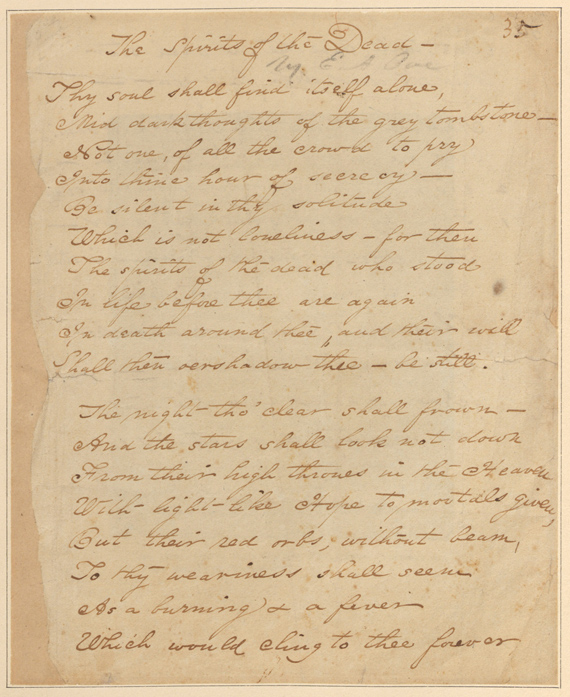
Copia del manuscrito original del poema de Poe «The Spirits of the Dead».

Dos de sus mejores poemas son «Annabel Lee» —que muchos dicen inspirado por la muerte de su esposa—, obra que, pese a lo expresado por su autor, dice Cortázar que jamás hubiera podido brotar de una combinación cuidadosa y paciente de elementos, y «Ulalume», del que apunta el argentino que «Poe no sabía lo que había escrito, tal como podría afirmarlo un surrealista que escribiera automáticamente»; para Edward Shanks este poema «transfiere del poeta al lector un estado mental que ninguno de los dos podría definir con términos precisos».
El poeta argentino Carlos Obligado escribió sobre las composiciones más sobresalientes de Poe: «[Se trata de] una de las constelaciones cenitales de la lírica moderna; son veinticinco o treinta inspiraciones de una virtud patética alucinante, de un idealismo angelizado, de una misteriosa perfección formal [...] gracias a un don que nadie poseyó en tal grado: el de borrar la frontera entre lo sensible y lo ideal».
En cuanto a su técnica poética, su ardiente defensor francés, Charles Baudelaire, recuerda que «Poe concedía una importancia extraordinaria a la rima, y que, en el análisis que hizo del placer matemático y musical que el espíritu recibe de la rima, puso tanto cuidado, tanta sutileza como en todos los temas relacionados con la profesión poética. [...] Hace en particular un uso acertado de las repeticiones del mismo verso o de varios versos, retornos obstinados de frases que simulan las obsesiones de la melancolía o de la idea fija…». Habla también del célebre «verso leonino» de Poe (aquel que incluye una rima interior en el hemistiquio; Poe lo usó mucho en «El cuervo»). Para Baudelaire, en una palabra, la poesía de Poe era «profunda y reverberante como el sueño, misteriosa y perfecta como el cristal».
Según T. S. Eliot, el bostoniano «poseía, en grado excepcional, el sentido del elemento cadencioso de la poesía, de eso que podríamos llamar, en su acepción más estrictamente literal, la magia del verso».

### Ensayo y crítica

#### Poética
Poe elaboró su propia teoría de la literatura, que aparece diseñada en su obra crítica y en ensayos como «El principio poético». Esta obra constituye un manifiesto esteticista radical:

Un instinto inmortal, profundamente enraizado en el espíritu del hombre, es de este modo, dicho sin rodeos, un sentido de lo Bello. Esto es lo que administra para su deleite en las múltiples formas, sonidos y olores en los que existe. E igual que el lirio se refleja en el lago, o los ojos de Amarilis en el espejo, así la mera repetición oral o escrita de estas formas, sonidos, colores, olores y sentimientos, es una duplicada fuente de deleite.

El autor dio siempre pruebas de aborrecer el didactismo y, pese a que varias de sus obras utilizan este recurso, la alegoría. Creía que el sentido en literatura discurre bajo la superficie expresa. Las obras con un sentido demasiado obvio, escribió, dejan de ser arte. Opinaba además que aquellas debían ser breves y enfocadas a causar un efecto muy concreto, para lo cual el escritor debía calcular cada efecto e idea. En otro conocido ensayo sobre la materia, «Filosofía de la composición», el escritor describe el método que siguió en la escritura de «El cuervo», afirmando que fue dicho sistema tan frío el que utilizó. Muchas veces se ha cuestionado, sin embargo, si esto es cierto. El poeta T. S. Eliot declaró irónicamente al respecto: «Es difícil para nosotros leer este ensayo sin meditar que si Poe llevó a cabo el poema con ese cálculo, debería haberse tomado más molestias en ello: el resultado no acredita el método». El biógrafo Joseph Wood Krutch describió el ensayo como «un ingeniosísimo ejercicio en el arte de la racionalización».
Las ideas rectoras de Poe, tanto a efectos poéticos como críticos, eran la originalidad, que proponía como método de búsqueda del efecto literario, y el propio método, según supo ver muy bien Paul Valéry. También otorgaba gran importancia a la seriedad o verosimilitud, en sus propias palabras. Valéry subraya asimismo un aspecto innovador en la estética de Poe que solo se valoraría muchos años después de su muerte: «Por primera vez, las relaciones entre la obra y el lector eran elucidadas y consideradas como los fundamentos positivos del arte».

#### Ensayo
Poe ejerció el ensayo sobre los temas más variados: la larga meditación cosmológica «Eureka», los comentarios breves reunidos en Marginalia, y los trabajos monográficos «Criptografía», «Filosofía del moblaje», «Arabia pétrea», «El jugador de ajedrez de Maelzel», etc.
«Eureka», ensayo escrito en 1848, supone una teoría cosmológica que en algunos pasajes parece presagiar la del big bang, la teoría de la relatividad, el espacio-tiempo («[...] las consideraciones que en este ensayo hemos seguido paso a paso nos permiten percibir de un modo claro e inmediato que el espacio y la duración son una sola cosa»), los agujeros negros, así como la primera solución conocida a la llamada paradoja de Olbers:

Siendo la sucesión de estrellas interminable, el fondo del cielo debería presentar para nosotros una luminosidad uniforme, como la mostrada por la Galaxia, dado que no podría haber razón alguna por la que, contra todo punto de ese fondo, no se destacase al menos una estrella. La única razón, por tanto, en tales circunstancias, por la que podríamos entender los vacíos que nuestros telescopios encuentran en direcciones innumerables, sería suponiendo la distancia del fondo invisible tan inmensa que ningún rayo de luz a partir de dicho fondo ha sido capaz de alcanzarnos todavía.
 De «Eureka»

Poe no pretende valerse de un método científico en este ensayo sino que escribe basándose en la más pura intuición. Por esta razón consideraba la pieza como una «obra de arte», no científica, insistiendo en que, a pesar de ello, su contenido era veraz y la juzgaba su obra maestra.
De hecho, Eureka está repleta de errores científicos. En particular, las afirmaciones del autor contradicen los principios newtonianos al considerar la densidad y la rotación de los planetas. Esta obra fue muy valorada por los poetas Paul Valéry y W. H. Auden.
Harry Levin ve en Eureka algo «más que el colmo de la mistificación o una rapsodia megalomaníaca. Puede ser leída como una refutación racionalista de la metafísica del Trascendentalismo, o como un experimento pionero en el género embrionario de la ciencia ficción».
El escritor de este género Domingo Santos relaciona igualmente Eureka con el mismo, pero para él constituye más bien «un genial atisbo de presciencia».
Otra gran afición de este autor fue la criptografía, a la que dedicó excelentes páginas. En cierta ocasión retó a los lectores de un periódico de Filadelfia a que le presentaran escritos cifrados que él logró resolver. En julio de 1841, publicó un ensayo titulado «Algunas palabras sobre la escritura secreta» en la revista Graham's Magazine, y comprendiendo el gran interés del público en el asunto escribió uno de sus grandes relatos «The Gold-Bug» («El escarabajo de oro»), obra que incorporaba acertijos criptográficos. Su éxito en la criptografía se debía, sin embargo, según explican los expertos, a la ignorancia sobre el tema de sus admirados lectores, pues su método era muy elemental. En cualquier caso, su esfuerzo contribuyó a popularizar esta disciplina en su país. Uno de sus seguidores más entusiastas, el famoso descifrador William F. Friedman, fue en su juventud gran lector de «El escarabajo de oro», lo que le sirvió durante la Segunda Guerra Mundial para descifrar el código japonés PURPLE.

#### Crítica

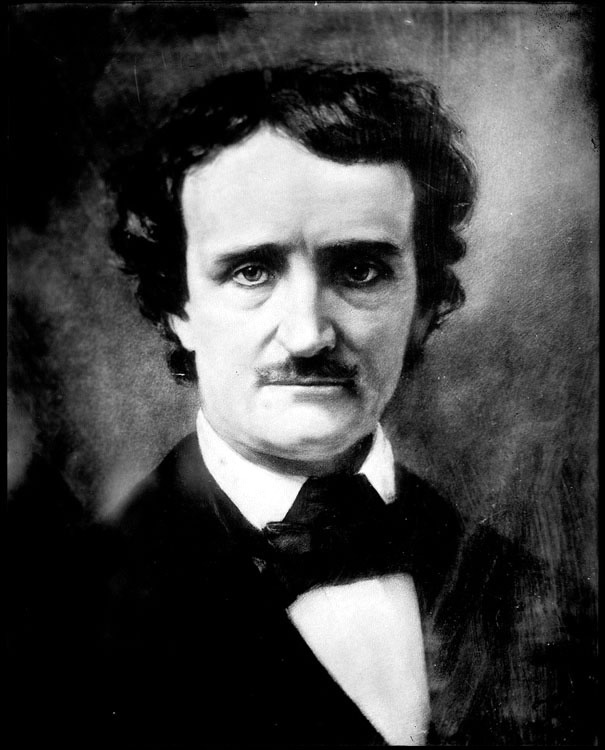
Imagen de Edgar Allan Poe.

Poe vivió siempre aislado de las corrientes culturales dominantes en su país, y sin embargo se embarcó en una batalla crítica que le ocupó los últimos años de su vida. En esta faceta son destacables sus reseñas sobre Longfellow, Dickens y Hawthorne. La cultura de que hace gala en sus críticas es abundante, pero no todo lo asombrosa que él intentó hacer ver; presentaba grandes lagunas. No hay que olvidar que su educación académica se redujo a sus años de colegio y al único año que pasó en la Universidad de Virginia. Según Cortázar, su acceso a las fuentes bibliográficas directas se veía casi siempre reemplazado por centones, resúmenes, exposiciones de segunda o tercera mano, aunque su inteligencia y su memoria hacían maravillas. Un buen ejemplo de lo heterogéneo de sus gustos, su agudeza y sensibilidad, puede verse en el conjunto de ensayos titulado Marginalia, que, en palabras de Cortázar, «proporciona una clara visión de su latitud cultural, sus intereses y sus ignorancias». En uno de estos ensayos definió la crítica como una obra de arte.
Hoy es debatida su importancia como crítico. Mientras que Edmund Wilson opina que esta parte de su obra es el «conjunto crítico más notable producido en los Estados Unidos», otros estudiosos señalan su falta de valor.
El crítico Kent Ljungquist, en su artículo sobre el autor «The poet as critic», sostiene que «cualquiera que sean las fuentes de la práctica literaria y los principios críticos [de Poe] –probablemente una combinación de fuentes inglesas y alemanas (Coleridge, los filósofos del Sentido Común, A. W. Schlegel, quizá Kant y Schiller)–, su influencia ha sido inmensa. Sus reseñas de Hawthorne lo señalan como el primer teórico significativo del cuento moderno. [...] Robert L. Stevenson, Jorge L. Borges y Vladimir Nabokov han usado los cuentos de Poe como pretextos para sus propios experimentos literarios».

La necesidad de conservar cuidadosamente el secreto es obvia. Si la verdad se filtrara antes del momento culminante del dénouement, el efecto buscado cedería lugar a la más grande de las confusiones. Si el misterio se despeja contra la voluntad del autor, sus propósitos se verán inmediatamente frustrados, pues escribe fundándose en la suposición de que ciertas impresiones han de adueñarse del ánimo del lector, lo cual no es así en la realidad si el misterio ha dejado de serlo.
(De una reseña de Poe sobre Charles Dickens)

Poe no entraba nunca a juzgar las ideas expuestas en las obras, sus críticas eran literarias y solo literarias, y excesivamente ácidas y despiadadas en ocasiones, según recuerda su amigo Lowell. W. H. Auden, sin embargo, afirmó del Poe crítico: «Nadie en su época puso tanta energía en el intento de lograr que sus contemporáneos poetas tomaran su oficio en serio».
Poe denunciará el esnobismo anglicizante de sus contemporáneos, su servil sumisión a los autores de ultramar y al veredicto de los magísteres de Londres y Edimburgo. Julio Cortázar, sobre esta faceta del autor, resume que en la enorme mayoría de los casos en sus críticas Poe tenía razón, y que solo se equivocó al condenar literariamente a Thomas Carlyle.

## Legado e influencia
El alcance de la influencia de Poe en todos los ámbitos literarios es inabarcable. El crítico David Galloway ha resaltado que la misma se basa en «la fuerza de su profunda inteligencia creadora que pudo hacer cristalizar actitudes, técnicas e ideas que nos parecen particularmente modernas». El estudioso español Félix Martín menciona concretamente sus repercusiones en el simbolismo francés, en la estética del decadentismo inglés, en la ficción detectivesca, en el desarrollo de la figura narrativa del Doppelgänger (el doble), así como en las teorías formalistas y estructuralistas contemporáneas. Otras influencias igualmente patentes: su incidencia en la ciencia ficción y la literatura terrorífica, en el absurdismo grotesco del gótico sureño, su impacto estético entre los trascendentalistas norteamericanos, y el alcance de su filosofía científica y de sus conocimientos psicológicos y parapsicológicos, así como el de su crítica literaria.

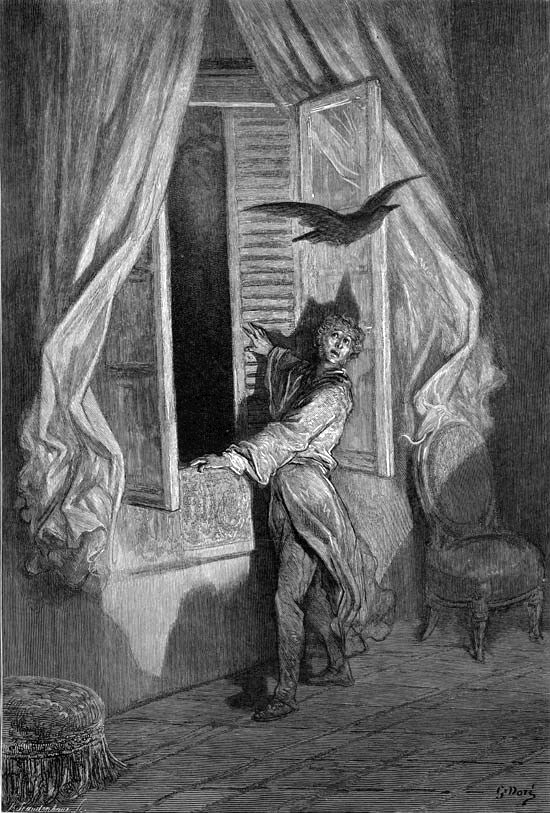
Ilustración para «El cuervo» a cargo de Gustave Doré (1884).

Durante toda su vida, Poe fue principalmente reconocido como crítico literario. Su amigo, también crítico, James Russell Lowell, lo llamó «el crítico más exigente, filosófico y sin miedo a obras imaginativas que ha escrito en América», aunque se preguntaba si alguna vez utilizaba ácido prúsico en lugar de tinta. Lowell llegó también a afirmar: «No conocemos a nadie que haya desplegado unas habilidades más variadas y sorprendentes». También muy conocido en su tiempo como escritor de ficción, fue uno de los primeros autores estadounidenses del siglo XIX en llegar a ser más popular en Europa que en su país. El respeto que se le tiene en Francia es debido principalmente a las tempranas traducciones de su obra por parte de Charles Baudelaire, traducciones que pronto fueron consideradas definitivas en toda Europa.
Las obras policíacas de Poe protagonizadas por el ficticio C. Auguste Dupin, iluminaron directa y decisivamente toda la literatura del género posterior. Sir Arthur Conan Doyle, «padre» de Sherlock Holmes, declaró: «Cada una de estas obras constituye una raíz de la que ha brotado toda una literatura. [...] ¿Dónde estaba la literatura policíaca antes de que Poe le insuflara el aliento de vida?». La asociación Mystery Writers of America ha denominado en su memoria a sus más importantes galardones los Edgars.
Poe también influyó de forma decisiva en la ciencia ficción, muy notablemente en el francés Julio Verne, quien escribió una secuela de la novela poeana La narración de Arthur Gordon Pym. Verne la tituló La esfinge de los hielos. El autor británico de ciencia ficción H. G. Wells apuntó que «Pym narra todo aquello que una inteligencia de primer orden era capaz de imaginar sobre el Polo Sur hace un siglo». Ya en el siglo XX, escritores de terror y ciencia ficción tan importantes como H. P. Lovecraft y Ray Bradbury se han inspirado abiertamente en Poe.
Al igual que otros artistas célebres, sus obras han conocido multitud de imitadores. Una corriente muy interesante es la de aquellos clarividentes o personas con poderes paranormales que se autoproclaman canales de ultratumba de la voz poética de Poe. Uno de los más singulares fue la poetisa Lizzie Doten, quien, en 1863, publicó Poems from the Inner Life (Poemas de la vida interior), libro en que aparecen presuntos poemas recibidos del espíritu de Poe. Estas piezas no eran más que refritos de poemas como "The Bells", pero reflejando una nueva y positiva significación.
Kevin J. Hayes, editor de The Cambridge Companion to Edgar Allan Poe, lo define, en el contexto del siglo XIX, como un anticipador "único" del arte moderno y del "arte por el arte", que dominaron el siglo posterior, y menciona, con abundancia de datos, solo a algunos de los artistas plásticos a los que influyó decisivamente: Edward Hopper, Édouard Manet, Odilon Redon, Paul Gauguin, Max Ernst, Salvador Dalí, Alberto Martini, René Magritte, Marcel Duchamp, a los expresionistas alemanes, a los cineastas Alfred Hitchcock y Robert Wiene, etc.
Poe no logró suscitar en España el extraordinario interés que despertó en Francia, pero es muy conocido su peso en el marco de la narrativa hispanoamericana, con Cortázar y Borges a la cabeza. Según Félix Martín, «La constante reedición de su obra narrativa, sin embargo, es indudablemente la prueba más fehaciente de que Poe continúa ejerciendo una influencia poderosa y magnética sobre el lector español. La escasez de estudios críticos en castellano merecería ser disculpada por este motivo».
La figura histórica del escritor ha aparecido como personaje de ficción en multitud de obras literarias, musicales y audiovisuales, en las cuales suele hacerse hincapié en el tópico del «genio chiflado» o el «artista atormentado», explotándose asimismo sus infortunios personales. A veces Poe aparece mezclado con sus propios personajes, con alguno de los cuales intercambia la identidad. En la novela La sombra de Poe, de Matthew Pearl, dos detectives aficionados rivalizarán en la tarea de desentrañar la muerte del poeta; uno de ellos habría servido de inspiración para el Auguste Dupin.
La reconocida canción de The Beatles escrita por John Lennon y acreditada a la dupla Lennon/McCartney del año 1967 "I Am the Walrus" lo nombra directamente entre sus líneas cuando dice: "Elementary penguin singing Hare Krishna/Man, you should have seen them kicking Edgar Allan Poe". La razón por la cual el autor lo cita es en referencia al poeta Allen Ginsberg, cuya obra fue muy influenciada por los poemas de Poe.
En 2009, uno de los primeros ejemplares de su libro Tamerlane and Other Poems (se cree que solo se conservan doce en todo el mundo), fue vendido por un precio récord en la literatura estadounidense: 662 500 dólares. Se ha calculado que, a lo largo de su vida, Poe no obtuvo más allá de trescientos dólares por toda su obra editada.

### Polémicas
Poe no solo recibió alabanzas. El poeta William Butler Yeats fue muy crítico con el autor de «El Cuervo», llamándolo «vulgar». El trascendentalista Ralph Waldo Emerson reaccionó contra dicho poema, afirmando: «Nada veo en él» y refiriéndose a su autor como «el hombre campanilla», frase que recuerda Borges en un escrito sobre Poe. Aldous Huxley escribió que la escritura de Poe «incurría en la vulgaridad» al ser «demasiado poética», y veía su equivalente en el hecho de llevar un anillo de diamantes en cada dedo.
La polémica suscitada en torno a su figura es llamativa, especialmente en lo que respecta a su poesía. El crítico Harold Bloom sitúa a Poe en el duodécimo lugar entre los poetas norteamericanos del siglo XIX, y llama la atención sobre su constante sobrevaloración por parte de la crítica francesa. Otros autores como Yvor Winters y Aldous Huxley, como hemos visto, se encuentran en la misma línea. Fue sin embargo su dedicación al arte narrativo lo que definitivamente lo consagró como genio literario; en los relatos puede el lector valorar a fondo la riqueza y complejidad de su aportación literaria.
Su controvertida figura se forjó en su patria principalmente a partir de las manipulaciones de sus enemigos literarios directos, Rufus W. Griswold o Thomas Dunn English, y también de primitivos análisis de corte psicoanalítico, como los practicados por Marie Bonaparte o Joseph Wood Krutch. Estas versiones deformadas y manipuladas perduraron no obstante durante muchas décadas, hasta que fueron puestas en entredicho y finalmente descartadas como grotescas y falsas, a través del estudio de grandes especialistas como John Henry Ingram y Arthur Hobson Quinn, ya bien entrado el siglo XX. Según Van Wyck Brooks, en cualquier caso, Poe no conoció en vida tantos enemigos como se supone. Hubo más personas que lo apoyaron que aquellas que lo denigraron, y, más que de bohemio, siempre tuvo fama de trabajador, puntual y constante.

### Instituciones

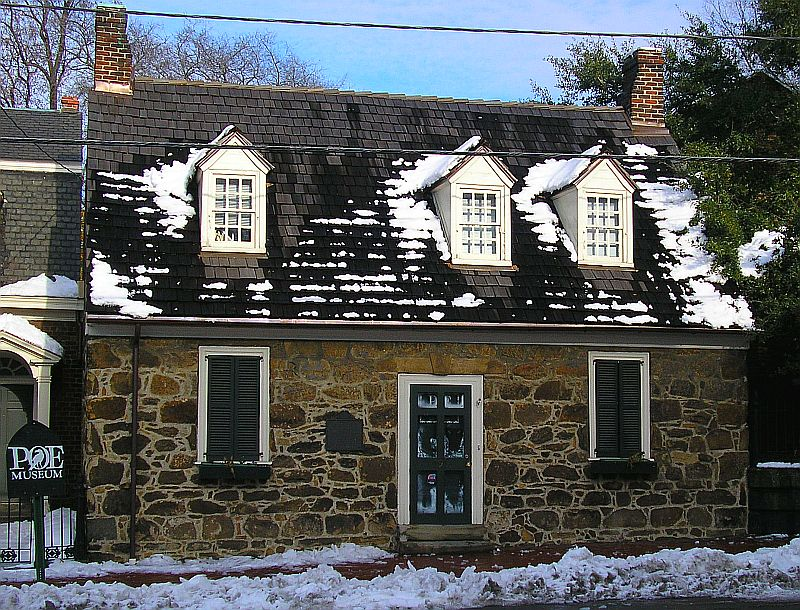
Museo Edgar Allan Poe de Richmond.

En Estados Unidos existen varias instituciones dedicadas a la memoria de Poe y ubicadas en lugares en los cuales vivió el escritor. Entre otras, el Edgar Allan Poe Museum of Richmond. También se conserva su dormitorio en la Universidad de Virginia. Su casa de Baltimore, donde vivió a los veintitrés años, es hoy el Edgar Allan Poe House and Museum, sede de la Edgar Allan Poe Society. De Filadelfia se conserva la última casa donde vivió. Ahora es el Edgar Allan Poe National Historic Site. Su última casa de campo en el Bronx, de Nueva York, se conserva, en su ubicación original, como el Edgar Allan Poe Cottage.

## Otros comentarios sobre el autor

### En inglés
El escritor de horror estadounidense H. P. Lovecraft opinó sobre su ilustre antecesor: «La fama de Poe ha sido objeto de las más curiosas vicisitudes y ahora está de moda entre la avanzada intelligentsia minimizar su importancia como escritor y su influencia. Sin embargo, le sería difícil a un crítico imparcial negar el enorme valor de su obra y la potencia penetrante de su pensamiento como creador de visiones artísticas». Poe inició un camino en la literatura, «fue el primero en darles ejemplo y enseñar un arte que sus sucesores, con el camino abierto y con su guía, pudieron desarrollar mucho más. Pese a sus limitaciones, Poe realizó lo que nadie había realizado o podía haber realizado, y a él debemos la novela de horror moderna en su estado final y perfecto». Sobre la fuerza de las imágenes de Poe, añadió: «De esta manera los espectros de Poe adquirieron una malignidad harto convincente que no poseían los de ninguno de sus antecesores y fundó un nuevo modelo de realismo en los anales del horror literario».
Robert Louis Stevenson hace de Poe un retrato no muy halagüeño en un artículo que publicó con motivo de la edición, en 1874, del libro Las obras de Edgar Allan Poe, si bien reconoce que tenía «el auténtico instinto del narrador». La cita completa sobre «El rey Peste» es como sigue: «Quien fue capaz de escribir "rey Peste" dejó de ser un ser humano. Por su bien, y movidos por una infinita piedad hacia un alma tan extraviada, nos agrada darle por muerto». Más adelante, afirma: «Con verdadero instinto de narrador, ha relatado su historia como mejor le convenía y ha sacado el máximo provecho de su imaginación. Sin embargo, no siempre es ése el caso; pues, a veces, adopta una aguda voz de falsete; otras, por obra de algo semejante a un truco de magia, deriva de su historia más de lo que ha sabido invertir en ella; y mientras sobre la explanada la guarnición en pleno desfila ante nuestros ojos en carne y hueso, desde las almenas continúa él aterrándonos con cañones de pacotilla y múltiples morriones de fiero aspecto que penden de palos de escoba». Como característica más sorprendente del estadounidense propone su «poco menos que inverosímil agudeza en el resbaladizo terreno entre la cordura y la demencia», en relatos como «El hombre de la multitud», «Berenice» y «El corazón delator». Y si «es sobradamente ameno en la trilogía de C. Auguste Dupin [...] este despliegue de ingenio acaba por aburrirnos».
El poeta y crítico T. S. Eliot mostraba sentimientos encontrados respecto a este autor: «En realidad, con Poe viene siempre a tropezar el crítico como juez. Si examinamos su obra en detalle nos parece no encontrar en ella más que frases desaliñadas, pensamientos pueriles que no tienen como base una extensa lectura ni estudios profundos, experimentos al azar en diversos géneros literarios, realizados principalmente bajo el apremio de una necesidad de dinero, sin perfección en ningún detalle. Pero esto no sería justo. Porque si, en lugar de examinar su obra analíticamente, nos alejamos para contemplarla en conjunto, vemos una masa de forma singular y de dimensiones impresionantes, a la que constantemente se vuelve la mirada. La influencia de Poe es asimismo desconcertante. En Francia ha sido inmensa la de su poesía y sus teorías poéticas. En Inglaterra y en Norteamérica parece casi insignificante. ¿Podemos señalar a algún poeta cuyo estilo manifieste que se ha formado en el estudio de Poe? El único nombre que se insinúa inmediatamente es el de Edward Lear».

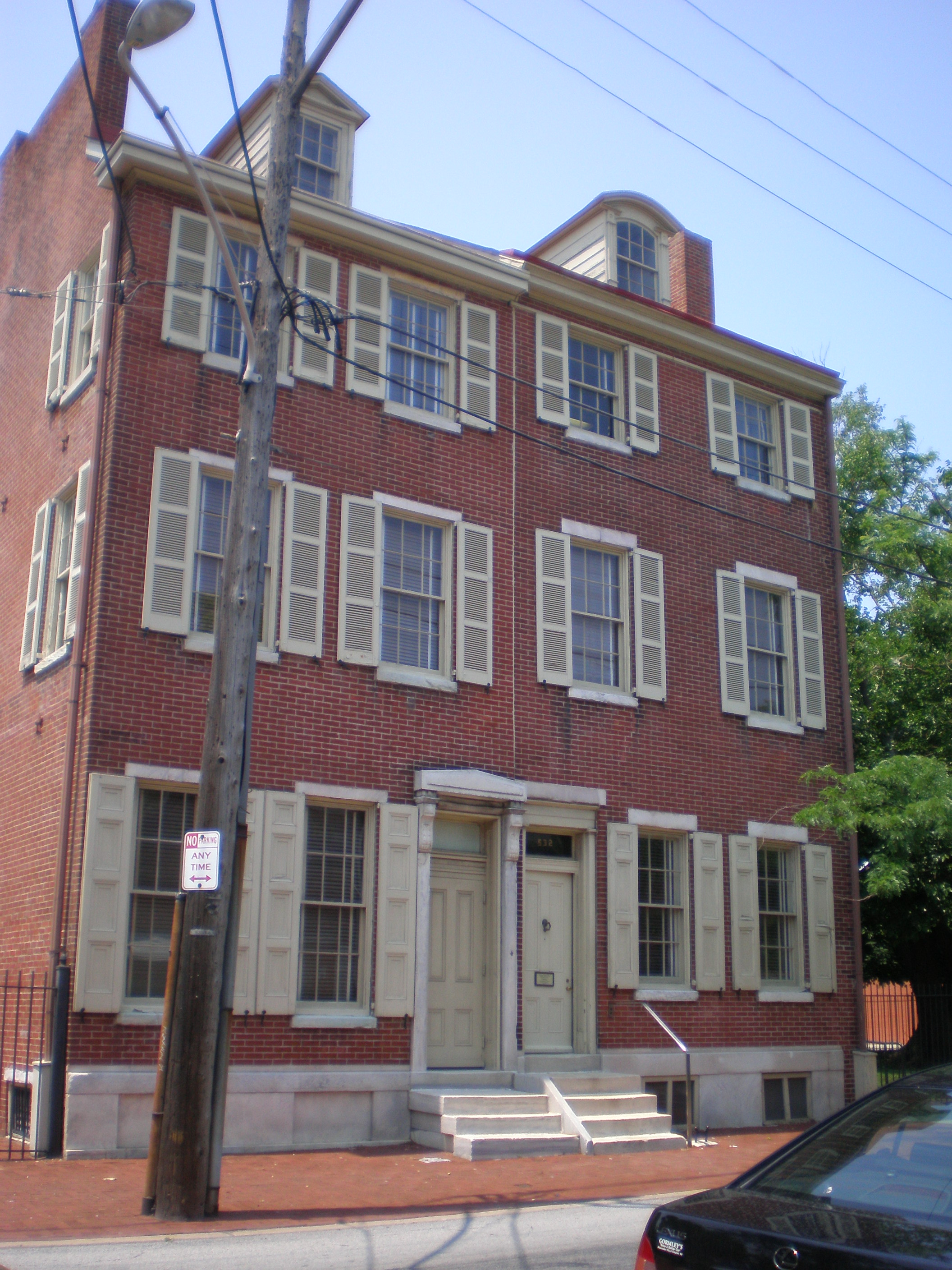
El Sitio Histórico Nacional Edgar Allan Poe, en Filadelfia (Pensilvania).

El escritor irlandés Padraic Colum, en la introducción a una edición inglesa de sus cuentos, afirma: «La expresión al margen describe admirablemente la obra imaginativa completa de Poe, tanto en poesía como en prosa. Ambas son marginales, no centrales; nos llegan, no de la corriente principal de la vida, sino de los límites de la existencia». Relatos como «El barril de amontillado», «El pozo y el péndulo» y «Ligeia» son «tan redondos y perfectos que no ofrecen superficie alguna de corte al cuchillo de la crítica». Colum destaca la gran fuerza dramática en las obras de Poe, lo que le hace lamentar que el estadounidense no se dedicase nunca al teatro y, debido a su gran poder analítico, afirma que probablemente sus capacidades críticas superaban a las imaginativas. Poe, por último, era un gran psicólogo más en su faceta de crítico que en la puramente creativa, y tenía un profundo conocimiento de los movimientos mentales relacionados con el miedo.
En su libro The Power of Blackness. Hawthorne, Poe, Melville [El poder de la oscuridad. H., P., M.], el crítico Harry Levin, encontrando ciertos vínculos literarios entre Dostoyevski y Poe, titula «Apuntes del subsuelo» uno de los capítulos dedicados a este último. Sobre su peculiar estilo: «Trabajando siempre bajo presión, no podía pretender ser devoto de la palabra exacta. En vez de eso, tanteaba entre varios sinónimos aproximados, de manera que el texto sonase a culto. Aunque sus materiales eran concretos, su vocabulario tendía a lo abstracto, de forma que el lector se encontraba a sí mismo en posición de ser instruido sobre cómo interpretar esto o lo otro. Por ejemplo, el adjetivo terrific (espantoso) no actúa de estímulo, sino más bien como respuesta programada». Levin menciona también el exceso de exclamaciones, guiones, superlativos, galicismos...; Baudelaire, en sus traducciones de Poe, solía reemplazar estos últimos por los más elegantes circunloquios.
Según el profesor de la Universidad de Bristol David Punter: «Se podría decir que Poe escribe sobre obsesiones estadounidenses, siempre que aceptemos que la principal obsesión estadounidense es Europa. [...] Poe recrea una versión artificial de un entorno europeo para ambientar sus cuentos. Europa es vista como un impedimento importante en el camino del progreso, pero, por supuesto, las actitudes de los tres escritores [en referencia a Poe, Hawthorne y Charles B. Brown] en este sentido son radicalmente diferentes».
El crítico estadounidense Harold Bloom incluye a Poe entre los escritores canónicos o fundamentales de la edad literaria que él denomina «democrática», junto a compatriotas suyos como Nathaniel Hawthorne, Herman Melville, Walt Whitman, etc., pero en su Canon no estudia en profundidad su figura. Bloom compara desventajosamente a Poe con Dickens: «La fantasmagoría de Poe rara vez encontró un lenguaje adecuado a sus intensidades».
Uno de los más eximios críticos de su tiempo, el estadounidense Edmund Wilson, en su ensayo de 1926 «Poe en su país y en el extranjero», hace referencia a la «absoluta importancia artística» de este autor, y trata de corregir algunos tópicos desatinados sobre él, puntualizando reivindicativamente: «Al referirnos a figuras como Poe, los norteamericanos aún nos mostramos casi tan provincianos como aquellos contemporáneos suyos que ahora nos parecen ridículos por no haber sabido reconocer a sus genios. Hoy damos por hecho su eminencia, pero todavía no podemos evitar el considerarlos, no desde el punto de vista de sus aportaciones reales a la cultura occidental, sino principalmente como compatriotas cuyas actividades nos sentimos obligados a explicar en términos norteamericanos, y cuyas existencias personales estamos, como vecinos, en posición de investigar. De este modo, a estas alturas en que "Edgar Poe" ha estado figurando en Europa durante tres cuartas partes del siglo como escritor de importancia capital, en Norteamérica aún nos preocupamos —aunque ya no con indignación— por su mala reputación como ciudadano».
En Enciclopedia Penguin del horror y lo sobrenatural leemos: «El héroe poeano debe indagar lo que está envuelto en el misterio, debe enfrentarse a lo que más teme. ¿No está siempre asaltando tumbas precisamente porque "ser enterrado vivo es, fuera de toda duda, el más terrorífico de [...] los extremos que jamás haya caído en suerte a la mera mortalidad?" Este intenso deseo de "conocer" informa los cuentos de horror y también explica ese "espíritu de la perversidad", que, dijo Poe, representa el "anhelo del alma de atormentarse a sí misma"».
D. H. Lawrence definió a Poe como «aventurero en las criptas, sótanos y horribles pasajes subterráneos del alma humana».
Van Wyck Brooks escribió sobre su trabajo en la prensa: «Poe se tomó muy en serio lo que describió como "el auténtico espíritu periodístico", en parte porque los periódicos constituyeron su medio de vida, pero principalmente porque presentía que este medio llegaría a ser "el más influyente de los estamentos de las letras". [Fundar su propia revista le permitiría convertirse en] el árbitro incuestionable de la intelectualidad de su país».
Para su más reciente biógrafo, Peter Ackroyd, Poe «tenía una visión instintiva de lo que podía atraer y mantener la atención de un público lector recién formado. Comprendía las virtudes del laconismo y de la unidad del efecto; se daba cuenta de la necesidad del sensacionalismo y de explotar las "modas pasajeras". A lo largo de su vida a menudo fue tachado de mero "revistero"; pero esta actividad arriesgada y mal retribuida sería el detonante de su genio».

### En francés
El poeta Charles Baudelaire sentía auténtica devoción por este autor. Ya en 1848, un año antes de la muerte de Poe, lo ponía por las nubes ante la publicación de su primer librito de cuentos en francés, comparándolo, como filósofo, con Diderot, Laclos, Hoffmann, Goethe, Jean Paul, Maturin y Honoré de Balzac. En artículo posterior, ya muerto Poe, parece tratar de disculparlo por sus vicios: «Para ser del todo justo, debe achacarse una parte de sus vicios, y particularmente el de su embriaguez, a la severa sociedad en la que le recluyó la Providencia».

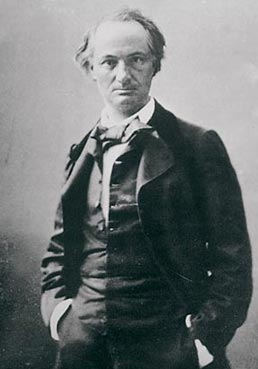
Charles Baudelaire. Fotografía de Nadar

Y no le escatima elogios: iluminado y sabio. En una tierna dedicatoria de sus propias traducciones de Poe a la suegra de este, Maria Clemm, declara que fue «uno de los poetas más grandes de este siglo». En su trabajo de 1856 Edgar Allan Poe, su vida y sus obras, Baudelaire trata de imaginar el marco en que se produjo la tragedia del estadounidense: «¡Lamentable tragedia la de la vida de Edgar Poe! Su muerte, ¡desenlace terrible cuyo horror incrementa la trivialidad! Todos los documentos leídos me han llevado al conocimiento de que los Estados Unidos no fueron para Poe sino una vasta prisión que recorría con la agitación febril de un ser creado para respirar en un mundo más aromático —que el de una gran barbarie iluminada con gas—, y que su vida interior, espiritual, de poeta o incluso de borracho, no era sino un esfuerzo perpetuo por escapar a la influencia de esta antipática atmósfera. Despiadada dictadura la de la opinión en las sociedades democráticas; no imploréis de ella ni caridad, ni indulgencia».
El poeta Stéphane Mallarmé, en carta de 1876 a la poetisa que fue novia de Poe, Sarah Helen Whitman, manifestó: «Permita que le diga que alguien en París piensa en usted a menudo y se une a usted en la conservación de una profunda veneración respecto a ese genio que, probablemente, ha sido el dios intelectual de nuestro siglo. Gracias a la noble biografía del amigo de usted, Ingram, y al celo religioso con que Miss Rice se ha dedicado a la construcción de un monumento conmemorativo, hoy su figura ha sido reivindicada». Mallarmé dedicó a Poe un célebre soneto titulado "La tumba de Edgar Allan Poe". Este se inicia: «Tal como en sí mismo al fin la eternidad lo cambia, / El Poeta suscita con la espada desnuda / Su siglo espantado por no haber sabido / Que la muerte triunfaba en esa voz extraña».
El arte poético desarrollado por Poe en su controvertida «Filosofía de la composición» tiene su mejor continuador en el poeta Paul Valéry, gran valedor también de «Eureka». Valéry, ya en su juventud, en carta a Mallarmé, reconoció: «Tengo en alta estima las teorías de Poe, aprendidas de modo tan profundo como insidioso; creo en la omnipotencia del ritmo y en especial en la frase sugerente». El bostoniano, por otra parte, «aportó al romanticismo del siglo XIX una nueva disciplina estética». Valéry describe admirablemente el talento de Poe y su relación con Baudelaire en su ensayo "Situación de Baudelaire": «El demonio de la lucidez, el genio del análisis, y el inventor de las combinaciones más nuevas y más seductoras de la lógica con la imaginación, del misticismo con el cálculo, el psicólogo de la excepción, el ingeniero literario que profundiza y utiliza todos los recursos del arte, se le revelan [a Baudelaire] en Edgar Poe y lo maravillan. Tantas visiones originales y promesas extraordinarias lo fascinan. Con ello su talento se transforma, su destino se modifica magníficamente». Para Valéry, el estadounidense dominaba «todo el campo de su actividad», por tanto no puede sorprender que «haya brindado los primeros y más atrapantes ejemplos del cuento científico, del poema cosmogónico moderno, de la novela de investigación criminal, de la introducción en la literatura de los estados psicológicos mórbidos, y que toda su obra manifieste en cada página el acto de una inteligencia y una voluntad de inteligencia que no se observan a ese nivel en ninguna otra trayectoria literaria».
El surrealista André Breton incluye un texto de Poe en su Antología del humor negro, concretamente del relato «El Ángel de lo Singular». Breton recuerda las palabras de Guillaume Apollinaire: «Rencores literarios, vértigos del infinito, dolores del matrimonio, insultos de la miseria, Poe, explica Baudelaire, huía de todo en la oscuridad de la embriaguez, como en la oscuridad de la tumba; ya que no bebía como un sibarita, sino como un bárbaro... En Nueva York, la misma mañana en que la revista Whig publicaba "El Cuervo", mientras el nombre de Poe estaba en todos los labios, y todo el mundo se disputaba su poema, él atravesaba Broadway topando con las casas y dando traspiés». A lo que añade Breton: «Semejante contradicción bastaría por sí sola para generar humor, sea porque este explote nerviosamente del conflicto entre las excepcionales facultades lógicas, el alto nivel intelectual y las neblinas de la embriaguez ("El Ángel de lo Singular"), sea porque, bajo forma más tenebrosa, ruede en torno a las inconsecuencias humanas que revelan ciertos estados enfermizos ("El Demonio de la Perversidad")».
El escritor y biógrafo francés Émile Hennequin traza una semblanza psicológica de Poe en la que coincide con otros autores: «El testimonio de quienes trataron a Poe, la conducta observada durante su vida y sus propias declaraciones muestran las continuas variaciones de su humor, oscilando entre la tristeza y una confianza desmedida. Pero resulta curioso que predominase precisamente este sentimiento de optimismo. Poe se empeñó en continuar creyendo, hasta su muerte, que por último conseguiría escapar de su miseria: el recuerdo de la serie ininterrumpida de sus fracasos no bastaba para aventar sus ilusiones. Aquella fiebre de esperanza se refleja de un modo especial en la tenacidad con que imaginaba poder dominar su tendencia al alcohol».
De este optimismo de Poe queda constancia en muchas de sus cartas, como en esta a Annie Richmond de enero de 1849 (año de su muerte): 

Empiezan a salirme las cosas a pedir de boca en lo tocante al dinero, gracias a que estoy mejor de ánimo, y pronto, muy pronto, espero, habré salido de mis estrecheces. No podría hacerse ni idea de lo industrioso que soy. He resuelto enriquecerme, triunfar, en nombre de su dulce amor.

Sobre su personalidad y maneras, el crítico Michel Zéraffa recuerda que, dotado de una gran inteligencia, Poe era un hombre muy cortés pero de una fiereza sin igual, lo que le enemistó con numerosas personas. Sus amigos se sorprendían por su aspecto cuidado al extremo y la claridad de su elocución. Sus manuscritos se caracterizan por la consistencia, la regularidad y la elegancia de su escritura, además de por la ausencia de tachones. A menudo, escribía en hojas de cuaderno que posteriormente pegaba unas con otras hasta crear rollos. «Sus manuscritos revelan una inteligencia que "no dormía nunca", una independencia extrema respecto a sus convicciones y que controla o busca siempre controlar una extraordinaria sensibilidad; después de todo, un "cerebral"».
El autor de su extensa biografía en francés, Georges Walter, se pregunta en la introducción a la misma si no fue en su país el único difunto algo conocido que, apenas enterrado, se vio cubierto de oprobio por un diario nacional. Recuerda seguidamente que después, durante más de un cuarto de siglo, se vio cómo «la gloria del poeta oscilaba entre lo pintoresco y lo sórdido, entre el anatema y el sollozo. Lo que sorprende no son las tribulaciones de sus huesos, por insólitas y extravagantes que fueran, sino la singularidad de una aventura póstuma transida de pasiones enfrentadas, las fluctuaciones de una posteridad privada por este molesto difunto de cualquier juicio justo, es decir, del reposo del espíritu». Puntualiza Walter que el episodio final de la vida de Poe presenta todos los indicios de un asesinato desdeñado por la justicia.

### En español
Jorge Luis Borges escribió en 1949: «En la neurosis, como en otras desdichas, podemos ver un artificio del individuo para lograr un fin. La neurosis de Poe le habría servido para renovar el cuento fantástico, para multiplicar las formas literarias del horror. También cabría decir que Poe sacrificó la vida a la obra, el destino mortal al destino póstumo. [...] Poe indisolublemente pertenece a la historia de las letras occidentales, que no se comprende sin él. También, y esto es más importante y más íntimo, pertenece a lo intemporal y a lo eterno, por algún verso y por muchas páginas incomparables. De estas yo destacaría las últimas del Relato de Arthur Gordon Pym de Nantucket, que es una sistemática pesadilla cuyo tema secreto es el color blanco». Entre sus relatos, destaca Borges «La verdad sobre el caso del señor Valdemar», «Un descenso al Maelström», «El pozo y el péndulo», «Manuscrito encontrado en una botella» y «El hombre de la multitud». El escritor argentino dedicó un soneto a Poe, que se abre: «Pompas del mármol, negra anatomía / que ultrajan los gusanos sepulcrales, / del triunfo de la muerte los glaciales / símbolos congregó. No los temía».
Rubén Darío, en su libro Los raros, calificó a Poe de «príncipe de los poetas malditos». Añadió: «La influencia de Poe en el arte universal ha sido suficientemente honda y transcendente para que su nombre y su obra sean a la continua recordados. Desde su muerte acá, no hay año casi en que, ya en el libro o en la revista, no se ocupen del excelso poeta americano, críticos, ensayistas y poetas. La obra de Ingram iluminó la vida del hombre; nada puede aumentar la gloria del soñador maravilloso».
Carlos Obligado explica las muchas antipatías que despertó: por su crítica sagaz y mordiente, por el amoralismo de su arte, «por sus inconcebibles blasfemias contra la democracia y contra su inteligente dogma consubstancial de que cualquiera tiempo futuro será mejor». Poe transmitió un «timbre peculiar y hasta normas constructivas a la poesía intelectual y densa de significación que culmina en la hora presente».
Uno de los grandes conocedores del autor, Julio Cortázar, subraya en la obra del bostoniano un rasgo esencial: «De la totalidad de elementos que integran su obra, sea poesía, sean cuentos, la noción de anormalidad se destaca con violencia. A veces es un idealismo angélico, una visión asexual de mujeres radiantes y benéficas; a veces esas mismas mujeres incitan al entierro en vida o a la profanación de una tumba, y el halo angélico se cambia por un aura de misterio, de enfermedad fatal, de revelación inexpresable; a veces hay un festín de caníbales en un barco a la deriva, un globo que atraviesa el Atlántico en cinco días, o la llegada a la Luna después de asombrosas experiencias. Pero nada, diurno o nocturno, feliz o desgraciado, es normal en el sentido corriente, que incluso aplicamos a las anormalidades vulgares que nos rodean y nos dominan y que ya casi no consideramos como tales. Lo anormal, en Poe, pertenece siempre a la gran especie».
Martín de Riquer y José María Valverde escriben: «Poe, en su matemática tiniebla, ha cantado Neruda, expresando ese singular pero esencial contraste de la frialdad analítica de su reflexión con su fondo de misterio, unidas ambas cosas en una sola sugestión: la exactitud, contemplada en un vacío, acaba teniendo carácter de horror mágico». Recuerdan asimismo el testimonio de admiración de Antonio Machado, para quien Poe se sale del Romanticismo «por su conciencia de efimeridad» y porque «prescinde de mensajes metafísicos y de tendencias místicas para atender solo al funcionamiento intrínseco de la poesía: preludia, pues, l'art pour l'lart y la objetividad literaria». Y la sentencia del poeta sevillano: el XIX se caracterizó por ser «el siglo lírico que acentuó con un adverbio temporal su mejor poema», en referencia al 'Nunca más' de «El Cuervo».
Es muy conocida la adscripción poeana del uruguayo Horacio Quiroga. En el "Decálogo del perfecto cuentista" de este autor, el primer mandamiento reza lo siguiente: «Cree en un maestro —Poe, Maupassant, Kipling, Chéjov— como en Dios mismo».
Sobre la llamativa diversidad artística del autor, Domingo Santos señala: «La variada obra de Poe no puede considerarse de forma desgajada. Es, quizá, una de las obras más coherentes que hayan salido jamás de la pluma de un solo hombre, quizá porque refleja, como pocas veces haya reflejado en otras ocasiones, la personalidad de su autor».
Según Mauro Armiño, este autor dignificó el cuento frente a la novela: «Poe fija de forma rigurosa y clara bases que permiten diferenciar un cuento de cualquier otra forma genérica. [...] No estamos ante cuentos "bien escritos", entendiendo por ello una acaramelada literatura ornamental y vacua, sino ante cuentos escritos para que el lector [...] quede sometido al dominio del autor».
El historiador del terror Rafael Llopis matizó sobre Poe: «En virtud de esa dialéctica del arte, que torna mayoritario lo que fue minoritario un día, y minoritario lo mayoritario, Poe se ha convertido en el símbolo mismo del cuento de terror. Sin embargo, es injusto encasillarle en este género literario, del cual desborda por todos lados. Poe fue ante todo, como él mismo decía, un poeta; un poeta que hizo poesía del terror, que acaso sea la primera y más pura de las poesías. De ahí que pertenezca al género terrorífico y, a la vez, que lo trascienda».
Sobre el Poe ensayista de «Filosofía de la composición», escribió el filósofo español Fernando Savater: «¿Qué pensar de esta sorprendente desmitificación de las musas que, según tradición, soplan en la frente de los poetas? Lo más obvio es declarar este texto como un ingenioso tour de force, en el que, a partir del poema ya compuesto, Poe deduce el funcionamiento de cada una de sus partes sobre el ánimo del impresionado lector, fingiendo que todo estaba previsto; esta opinión está confirmada por el mismo Poe que declaró su escrito —y me extraña que Cortázar no lo mencione— a mere hoax, una simple mixtificación». Sobre los apuntes de Marginalia: «Aquí triunfa su gusto arbitrario, pero siempre razonado a su modo; su erudición apócrifa, en la que precede a Borges; su concepción elevada y valerosa de la vida».
Carlos Fuentes entrevé en las fantasías del bostoniano: «Despojadas de sus ropajes góticos, las narraciones de Poe ocurren en un turbio amanecer del mundo. En esa aurora que aún no abandona la noche, ni nos permite creer que ella nos ha abandonado, empiezan a surgir formas terribles de soportar. Los muertos escuchan. Las tumbas se abren. Los fantasmas tocan con los nudillos a la entrada de los sepulcros. "Poe —escribe Paul Valéry— crea la forma a partir de la nada"».

## Obras

### Cuentos
- "Un sueño" ("A Dream"), 1831. (Autoría dudosa atribuida a Poe por algunos críticos pero negada por otros)[410]
- "Metzengerstein", 1832.
- "El duque de L'Omelette" ("The Duc De L´Omelette"), 1832.
- "Cuento de Jerusalén" ("A Tale of Jerusalem"), 1832.
- "El aliento perdido" ("Loss of Breath"), 1832.
- "Bon-Bon", 1832.
- "Cuatro bestias en una" ("Four Beasts in One); subtitulada "El hombre camaleopardo" ("The Homo-Cameleopard"), 1832.
- "Manuscrito hallado en una botella" ("MS. Found in a Bottle"), 1833.
- "La cita" ("The Assignation"), 1834.
- "Los leones" ("Lionizing"), 1835.
- "Sombra - Parábola" ("Shadow - A Parable"), 1835.
- "Silencio - Fábula" ("Silence - A Fable"), 1837.
- "Berenice", 1835.
- "Morella", 1835.
- "La Incomparable aventura de un tal Hans Pfall" ("The Unparalleled Adveture of One Hans Pfall"), 1835.
- "El Rey Peste" ("King Pest"), 1835.
- "Mixtificación" ("Mystification"), 1835.
- "Ligeia", 1838.
- "Cómo escribir un artículo a la manera del Blackwood" ("How to write a Blackwood Article"), 1838.
- "El diablo en el campanario" ("The Devil in the Belfry"), 1839.
- "El hombre que se gastó" ("The Man That Was Used Up"), 1839.
- "La caída de la Casa Usher" ("The Fall of the House of Usher"), 1839.
- "William Wilson", 1839.
- "La conversación de Eiros y Charmion" ("The Conversation of Eiros and Charmion"), 1839.
- "Por qué el pequeño francés lleva la mano en cabestrillo" ("Why the Little Frenchman Wears His Hand in a Sling"), 1839.
- "El hombre de negocios" ("The Business Man"), 1840.
- "El hombre de la multitud" ("The Man of the Crowd"), 1840.
- "Los crímenes de la calle Morgue" ("The Murders in the Rue Morgue"), 1841.
- "Un descenso al Maelström" ("A Descent into the Maelström"), 1841.
- "El coloquio de Monos y Una" ("The Colloquy of Monos and Una"), 1841.
- "Nunca apuestes tu cabeza al diablo" ("Never Bet the Devil your Head"), 1841.
- "Eleonora", 1841.
- "Tres domingos por semana" ("Three Sundays in a Week"), 1841.
- "El retrato oval" ("The Oval Portrait"), 1842.
- "La máscara de la Muerte Roja" ("The Masque of the Red Death"), 1842.
- "El pozo y el péndulo" ("The Pit and the Pendulum"), 1842.
- "El misterio de Marie Rogêt" ("The Mystery of Marie Rogêt"), 1842-1843.
- "El corazón delator" ("The Tell-Tale Heart"), 1843.
- "El escarabajo de oro" ("The Gold Bug"), 1843.
- "El misterio de Marie Rogêt" ("The Mystery of Marie Roget"), 1843.
- "El gato negro" ("The Black Cat"), 1843.
- "El timo (Diddling)" ("Diddling, Considered as One of the Exact Sciences"), 1843.
- "Los anteojos" ("The Spectacles"), 1843.
- "La caja oblonga" ("The Oblong Box"), 1844.
- "Una historia de las montañas Ragged" ("A Tale of the Ragged Mountains"), 1844.
- "El entierro prematuro" ("The Premature Burial"), 1844.
- "La carta robada" ("The Purloined Letter"), 1844.
- "El sistema del Dr. Tarr y el profesor Fether" ("The System of Doctor Tarr and Professor Fether"), 1844.
- "Revelación mesmérica" ("Mesmeric Revelation"), 1844.
- "El camelo del globo" ("The Ballon Hoax"), 1844.
- "Tú eres el hombre" ("Thou Art the Man"), 1844.
- "El ángel de lo raro" ("The Angel of the Odd"), 1844.
- "Autobiografía literaria de Thingum Bob, Esq." ("The Literary Life of Thingum Bob, Esq."), 1844.
- "El cuento mil y dos de Scheherazade" ("The Thousand-and-Second Tale of Scheherazade"), 1845.
- "Conversación con una momia" ("Somme Words with a Mummy"), 1845.
- "El poder de las palabras" ("The Power of the Words"), 1845.
- "El demonio de la perversidad" ("The Imp of the Perverse"), 1845.
- "La verdad sobre el caso del señor Valdemar" ("The Facts in the Case of M. Valdemar"), 1845.
- "La esfinge" ("The Sphinx"), 1845.
- "El barril de amontillado" ("The Cask of Amontillado"), 1846.
- "El dominio de Arnheim o el paisaje del jardin" ("The Domain of Arnheim"), 1846.
- "Mellonta Tauta", 1846.
- "El cottage de Landor" ("Landor´s Cottage"), 1849.
- "Hop-Frog", 1849.
- "Von Kempelen y su descubrimiento" ("Von Kempelen and His Discovery"), 1849.
- "X en un suelto" ("X-ing a Paragrab"), 1849.
- "El Faro" ("The Light-House"), 1849.

### Poesía
- "Tamerlane" ("Tamerlane") (1827)
- "A..." ("A...") (1827)
- "Sueños" ("Dreams") (1827)
- "Espíritus de los muertos" ("Spirit of the Dead") (1827)
- "Estrella del anochecer" ("Evening Star") (1827)
- "Un sueño" ("A Dream") (1827)
- "El día más feliz, la hora más Feliz" ("The Happiest Day, The Happiest Hour) (1827)
- "El lago: A ..." ("The Lake: To ...") (1827)
- "Al Aaraaf" ("Al Aaraaf") (1829)
- "Soneto a la Ciencia" ("Sonnet To Science") (1829)
- "Solo" ("Alone") (1829)
- "A Elena" ("To Helen") (1831)
- "La ciudad en el mar" ("The City in the Sea") (1831)
- "La durmiente" ("The Sleeper") (1831)
- "El valle de la inquietud" ("The Valley of Unrest") (1831)
- "Israfel" ("Israfel") (1831)
- "El Coliseo" ("The Coliseum") (1833)
- "A alguien en el paraíso" ("To Someone in Paradise") (1834)
- "Himno" ("Hymn") (1835)
- "Soneto a Zante" ("Sonnet to Zante") (1837)
- "Balada nupcial a ..." ("Bridal Ballad to ...") (1837)
- "El palacio encantado" (The Haunted Palace) (1839)
- "Soneto del silencio" ("Sonnet-Silence") (1840)
- "Lenore" ("Lenore") (1843)
- "El gusano conquistador" ("The Conqueror Worm") (1843)
- "Tierra de sueños" ("Dream Land") (1844)
- "El cuervo ("The Raven") (1845)
- "Eulalie, una canción" (Eulalie, A Song") (1845)
- "Ulalume" (1847)
- "Un sueño en un sueño" ("A Dream Within a Dream") (1849)
- "Annabel Lee" (1849)
- "Las campanas" ("The Bells") (1849)
- "A mi madre" ("To My Mother") (1849)

### Novela
- "La narración de Arthur Gordon Pym" (1838)

### Ensayo
- "Filosofía de la composición" ("The Philosophy of Composition") (1846)
- "El principio poético" ("The Poetic Principle") (1848)
- "Eureka" (1848)
- "Charles Dickens"
- "Longfellow"
- "Hawthorne"
- "Criptografía"
- "Arabia pétrea"
- "Marginalia" (1844-49)

### En inglés
- Brooks, Van Wyck (1945). The World of Washington Irving (en inglés). Caps. XV: "Poe in the South" y XIX: "Poe in the North". London-New York: Dent & Dutton. Copyright 1944 by Van Wyck Brooks.
- Foye, Raymond (editor) (1980). The Unknown Poe (en inglés). San Francisco, CA: City Lights. ISBN 0872861104.
- Frank, Frederick S.; Anthony Magistrale (1997). The Poe Encyclopedia (en inglés). Westport, CT: Greenwood Press. ISBN 0313277680.
- Hayes, Kevin J., ed. (2007). The Cambridge Companion to Edgar Allan Poe (en inglés). Cambridge: Cambridge University Press. ISBN 978-0-521-79727-6.
- Hoffman, Daniel (1998). Poe Poe Poe Poe Poe Poe Poe (en inglés). Baton Rouge, La.: Louisiana State University Press. ISBN 0807123218.
- Krutch, Joseph Wood (1926). Edgar Allan Poe: A Study in Genius (en inglés). New York: Alfred A. Knopf.
- Levin, Harry (1967). The Power of Blackness. Hawthorne, Poe, Melville (en inglés). New York: Alfred A. Knopf, Inc. L.C.C.C.N. 58-5826.
- Meyers, Jeffrey (1992). Edgar Allan Poe: His Life and Legacy (en inglés). New York: Cooper Square Press. ISBN 0815410387.
- Poe, Edgar Allan (1976). Tales of Mistery and Imagination (en inglés). Intr. Padraic Colum. London-New York: Dent & Dutton. ISBN 0-460-01336-X.
- — (1927- renewed 1971). The Works of Edgar Allan Poe in One Volume (en inglés). Special Biographical Introduction by Hervey Allen. New York: Walter J. Black, Inc. Copyrighted under the Universal Copyright Convention.
- Quinn, Arthur Hobson (1941). Edgar Allan Poe: A Critical Biography (en inglés). New York: Appleton-Century-Crofts, Inc. ISBN 0801857309.
- Punter, David (1980). The Literature of Terror. A history of Gothic Fictions from 1765 to the Present Day (en inglés). Longman. New York. ISBN 0-582-48920-2.
- Rosenheim, Shawn James (1997). The Cryptographic Imagination: Secret Writing from Edgar Poe to the Internet (en inglés). Baltimore: Johns Hopkins University Press. ISBN 9780801853326.
- Silverman, Kenneth (1991). Edgar A. Poe: Mournful and Never-Ending Remembrance (en inglés). New York: Harper Perennial. ISBN 0060923318.
- Sova, Dawn B. (2001). Edgar Allan Poe: A to Z (en inglés) (Paperback ed. edición). New York: Checkmark Books. ISBN 081604161X.
- Sullivan, Jack, ed. (1986). Enciclopedia Penguin del horror y lo sobrenatural (en inglés). New York: Viking Penguin Inc. ISBN 0-670-80902-0.
- Whalen, Terence (2001). «Poe and the American Publishing Industry».  En J. Kennedy, ed. A Historical Guide to Edgar Allan Poe (en inglés). Oxford Oxfordshire: Oxford University Press. ISBN 0-19-512150-3.

### En español
- Ackroyd, Peter (2009). Poe. Una vida truncada. Barcelona: Edhasa. ISBN 978-84-350-2699-4.
- Baudelaire, Charles (1989). Edgar Allan Poe. Madrid: Visor. ISBN 84-7774-522-6.
- Bloom, Harold (2009). Cuentos y cuentistas. El canon del cuento. Traducción de Tomás Cuadrado. Madrid: Páginas de Espuma. ISBN 978-84-8393-019-9.
- — (2005). El canon occidental. Barcelona: Anagrama. ISBN 84-339-6684-7.
- Borges, Jorge Luis (2005). Obras completas. Barcelona: RBA. ISBN 84-473-4505-X (O.C.).
- De Riquer, Martín & Valverde, José María (1994). Historia de la literatura universal. Barcelona: Planeta. ISBN 84-320-2679-4.
- — (2005). Historia de la literatura universal (ed. abreviada). Barcelona: RBA. ISBN 978-84-473-6078-9.
- Eliot, T. S (1967). Criticar al crítico. Madrid: Alianza. Dep. legal M. 8.087-1967.
- Llopis, Rafael (2013). Historia natural de los cuentos de miedo (con José L. Fernández Arellano). Madrid: Fuentetaja. ISBN 978-84-95079-38-1.
- Lovecraft, H. P. (1973). Necronomicón II (ensayo "El horror sobrenatural en la literatura"). Barcelona: Barral. ISBN 84-211-7376-6.
- Mallarmé, Stéphane (1975). Poesía. Buenos Aires: Librerías Fausto. Dep. legal 11.723.
- Poe, Edgar Allan (1995). Cartas de un poeta (1826-1849). Edición de Bárbara Lanati. Barcelona: Grijalbo-Mondadori. ISBN 84-253-2661-3.
- — (1975). Cuentos - 1. Prólogo, traducción y notas de Julio Cortázar. Madrid: Alianza. ISBN 84-206-1277-4.
- — (1977). Cuentos - 2. Prólogo, traducción y notas de Julio Cortázar. Madrid: Alianza. ISBN 84-206-1278-2.
- — (1973). Ensayos y críticas. Prólogo de Julio Cortázar. Madrid: Alianza. ISBN 84-206-1464-5.
- — (2001). Escritos sobre poesía y poética. Madrid: Hiperión. ISBN 84-7517-681-X.
- — (1972). Eureka. Prólogo de Julio Cortázar. Madrid: Alianza. Dep. legal M. 7886-1972.
- — (1973). Historias extraordinarias. Poemas. Prólogo de Diego Navarro. Barcelona: Plaza y Janés. ISBN 84-01-41029-0.
- — (1990). La ciencia ficción de Edgar Allan Poe. Introducción de Domingo Santos. Barcelona: Ultramar. ISBN 84-7386-375-5.
- — (2006). La trilogía Dupin. Prólogo de Matthew Pearl. Barcelona: Seix Barral. ISBN 978-84-322-9681-9.
- — (1979). Narración de Arthur Gordon Pym. Prólogo de Julio Cortázar. Madrid: Alianza. ISBN 84-206-1341-X.
- — (2006). Narraciones extraordinarias. Edición de Mauro Armiño. Madrid: EDAF. ISBN 84-7166-501-8.
- — (1986). Obras inmortales. Madrid: EDAF. ISBN 84-7166-014-8.
- — (2010). Poemas. Edición de Carlos Obligado. Madrid: Visor. ISBN 978-84-9895-767-9.
- — (1977). Poesía completa. Prólogo de Emile Hennequin. Barcelona: Ediciones 29. ISBN 84-7175-071-6.
- — (2000). Poesía completa. Versión española de María Condor y Gustavo Falaquera. Edición bilingüe: Ediciones Hiperión. ISBN 978-84-7517-647-5.
- — (2000). Relatos. Edición de Félix Martín. Madrid: Cátedra. ISBN 84-376-0748-5.
- Savater, Fernando (2002). Poe y Stevenson. Santander: Límite. ISBN 84-88498-52-7.
- Stevenson, Robert Louis (1983). Ensayos literarios. Madrid: Hiperión. ISBN 84-7517-086-2.
- Valéry, Paul (2010). De Poe a Mallarmé. Ensayos de poética y estética. Buenos Aires: El Cuenco de Plata. ISBN 978-987-1228-83-6.
- Walter, Georges (1995). Poe. Madrid: Anaya & Mario Muchnik. ISBN 84-7979-167-5.
- Wilson, Edmund (1972). Crónica literaria. Barcelona: Barral. Dep. legal B. 13211-1972.